# Église Saint-Denis d'Hodenc-en-Bray
L'église Saint-Denis est une église catholique paroissiale située à Hodenc-en-Bray, en France. Les fonts baptismaux du XIe siècle attestent l'existence d'une église au même emplacement, avant que la nef actuelle ne soit construite au milieu du XIVe siècle. C'est un vaisseau unique sans caractère, recouverte d'une intéressante charpente lambrissée comportant des éléments de décoration taillés et peints. L'église est surtout réputée pour son haut chœur gothique flamboyant du premier quart du XVIe siècle, édifié sous l'impulsion de la famille de Montceaux, seigneurs d'Hodenc-en-Bray à partir de 1481. Le chœur est d'un style à la fois sobre et élégant, très lumineux, et de dimensions généreuses par rapport à la faible importance du village. Malgré son intérêt pour l'histoire de l'architecture, l'église n'est classée monument historique qu'en 1995, et son histoire reste en grande partie dans l'ombre. Elle est affiliée à la paroisse de La Trinité en Bray du pays de Bray.

## Localisation
L'église est située en France, en région Hauts-de-France et dans le département de l'Oise, sur la commune d'Hodenc-en-Bray, au centre du village, RD 22. C'est la façade occidentale qui donne sur la route. L'église est placée un peu en retrait par rapport à la route, et la domine légèrement. On y accède par un sentier qui commence près du virage au nord-ouest de l'église. Au nord, elle jouxte l'enclos de l'ancien cimetière. Celui-ci est délimité par la RD 22 à l'ouest et au nord, et par la rue du Garde à l'est, qui passe également près du chevet. Le portail latéral nord de la nef avec son porche en bois donne directement sur l'ancien cimetière, qui demeure un terrain municipal accessible au public, et abrite le monument aux morts. Une place publique engazonnée et bordée par des arbres se trouve également au sud de l'église, délimitée par la RD 22 à l'ouest et la rue de l'Église au sud. L'église est donc bien dégagée d'autres constructions, et visible de tous les côtés. L'on note toutefois la présence de l'ancienne école au sud-est de l'abside, sa partie la plus intéressante.

## Historique

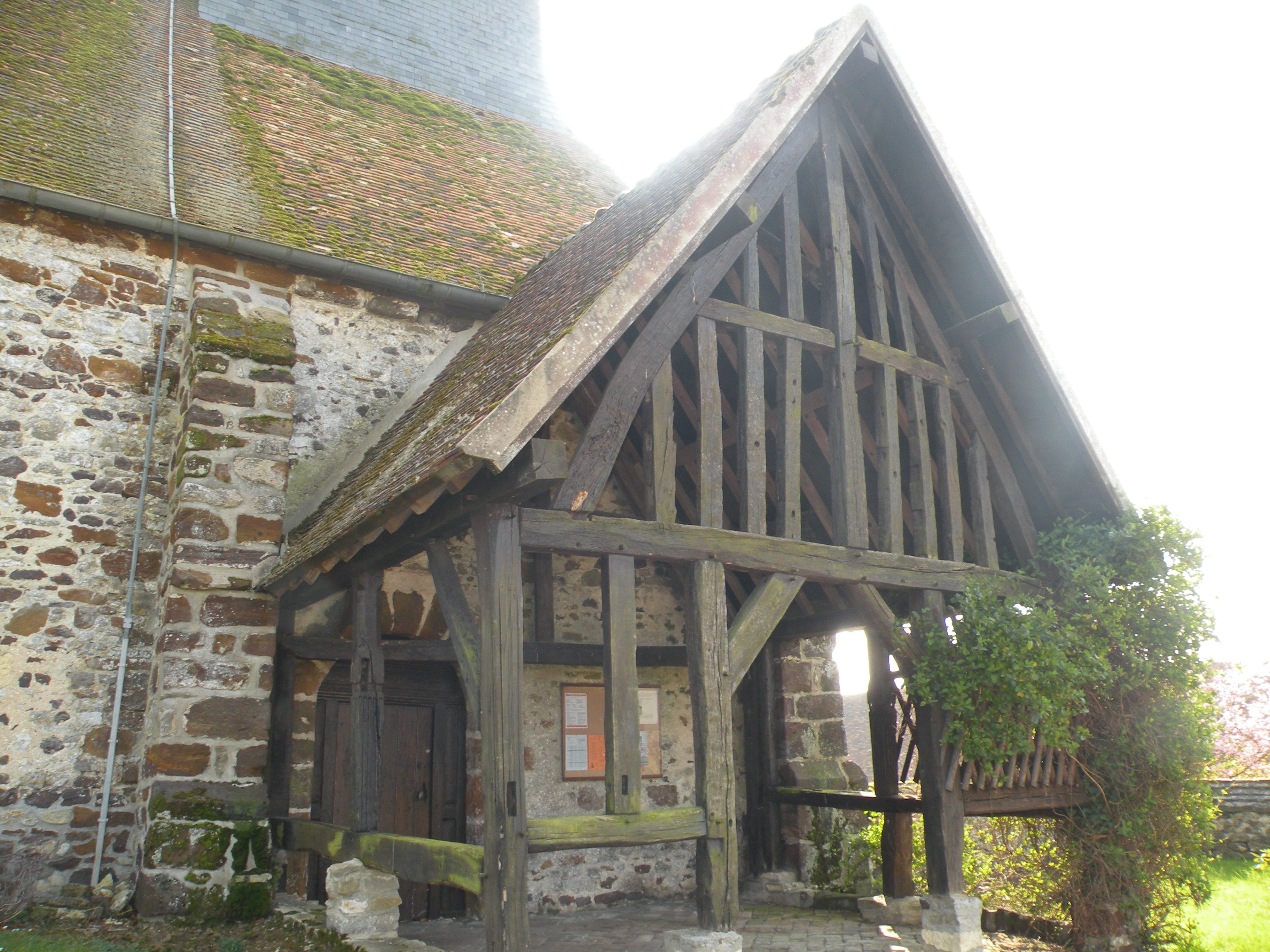
L'entrée secondaire.

La présence humaine à Hodenc-en-Bray remonte au moins à l'Antiquité, comme l'atteste la découverte de vestiges gallo-romains sur place. Or, l'histoire du village n'est presque pas connue jusqu'à la fin du Moyen Âge. L'église n'est pas très ancienne, mais sa dédicace à saint Denis de Paris donne à penser que ce n'est pas le premier sanctuaire chrétien à cet emplacement, et les fonts baptismaux datent du XIe siècle. La nef semble dater du milieu du XIVe siècle, comme l'indique le style de sa rosace occidentale. Elle aurait donc été bâtie après le début de la guerre de Cent Ans, ce qui explique sans doute sa construction à l'économique, sans voûtes et sans bas-côtés. L'un des poinçons de la charpente porte l'inscription « Jehan Legendre de céans, Me Charpent, 1577 », ce qui a amené Louis Graves à dire que la charpente aurait été édifiée en cette année. Mais d'après Maryse Bideault et Claudine Lautier, ce serait plutôt la date d'une restauration. Le raccordement au chœur en blocage de mauvaise qualité démontre en outre l'antériorité de la nef, dont le remplacement était prévu à moyen terme lors de la construction du chœur. Celle-ci peut facilement être attribuée à la famille de Montceaux, dont les armes figurent sur les clés de voûte du vaisseau central et de la chapelle latérale nord. En 1481 en effet, Jean II de Montceaux achète les terres de Hodenc à Marguerite Brulart. Jean II de Montceaux est gouverneur d'Artois, trésorier général de Picardie et maître d'hôtel de Louis XI. La famille de Montceaux s'installe au château de Hodenc, qui a été détruit au début du XVIIIe siècle, mais qui était sans doute d'origine médiévale. C'est probablement pour disposer d'un lieu de sépulture digne de son rang qu'elle fait construire un nouveau chœur de dimensions généreuses, au début du XVIe siècle. Il est élevé et d'une architecture ambitieuse contrairement à la nef, témoignant d'un apport financier important. Plusieurs membres de la famille de Montceaux sont inhumés dans le chœur : Gaspard (1607) et sa femme Jacqueline d'O ; Louis, leur quatrième fils ; et Charles, aumônier du roi, abbé commendataire de Saint-Germer-de-Fly, et fondateur d'une chapellenie à Hodenc en 1629. La nef n'est finalement jamais remplacée. L'église est classée au titre des monuments historiques assez tardivement, par arrêté du 12 octobre 1995. Jusque-là, le chœur n'a vraisemblablement jamais été restauré, et s'est ainsi conservé sans altération dans son état d'origine. L'église n'a fait l'objet que d'un petit nombre de réparations, dont la plupart concernent les toitures,. La paroisse est aujourd'hui affiliée à la communauté de Lachapelle-aux-Pots de la paroisse de la Trinité en Bray, qui regroupe un total de vingt-huit clochers réparties entre six communautés.

## Description

### Aperçu général
L'axe de l'édifice est orienté vers le sud-nord-ouest du côté du chevet, et donc du côté nord-sud-ouest du côté de la façade. Le plan est simple et entièrement symétrique, et montre une nette distinction entre nef et chœur. La nef est large et basse, et dépourvue de bas-côtés. L'on y entre par le portail occidental, ou par le portail septentrional sous le porche, au nord de la première travée. Le clocher en charpente est planté à califourchon à l'extrémité occidentale du toit, en haut du pignon. La subdivision en travées n'est pas tout à fait claire, car si le mur gouttereau sud est percé de quatre petites fenêtres à intervalles réguliers, le nombre de fenêtres n'est que de deux au nord, et il n'y a de toute façon pas de grandes arcades, ni de voûtes, mais une charpente lambrissée en carène renversée. Le chœur est aussi large que la nef, mais bien plus haut. Son vaisseau central se compose d'une travée carrée, recouverte d'une voûte sur croisée d'ogives simple, et d'une abside à cinq pans, dont le premier et le dernier sont droits. Elle possède une voûte à six ogives rayonnant autour d'une clé centrale. Les deux chapelles latérales flanquent la première travée carrée, et comportent chacune deux travées carrées, ce qui correspond à la moitié de la superficie de la travée carrée. Le chevet des chapelles est plat, et leurs voûtes d'ogives sont ornées de liernes et tiercerons.

### Intérieur

#### Nef

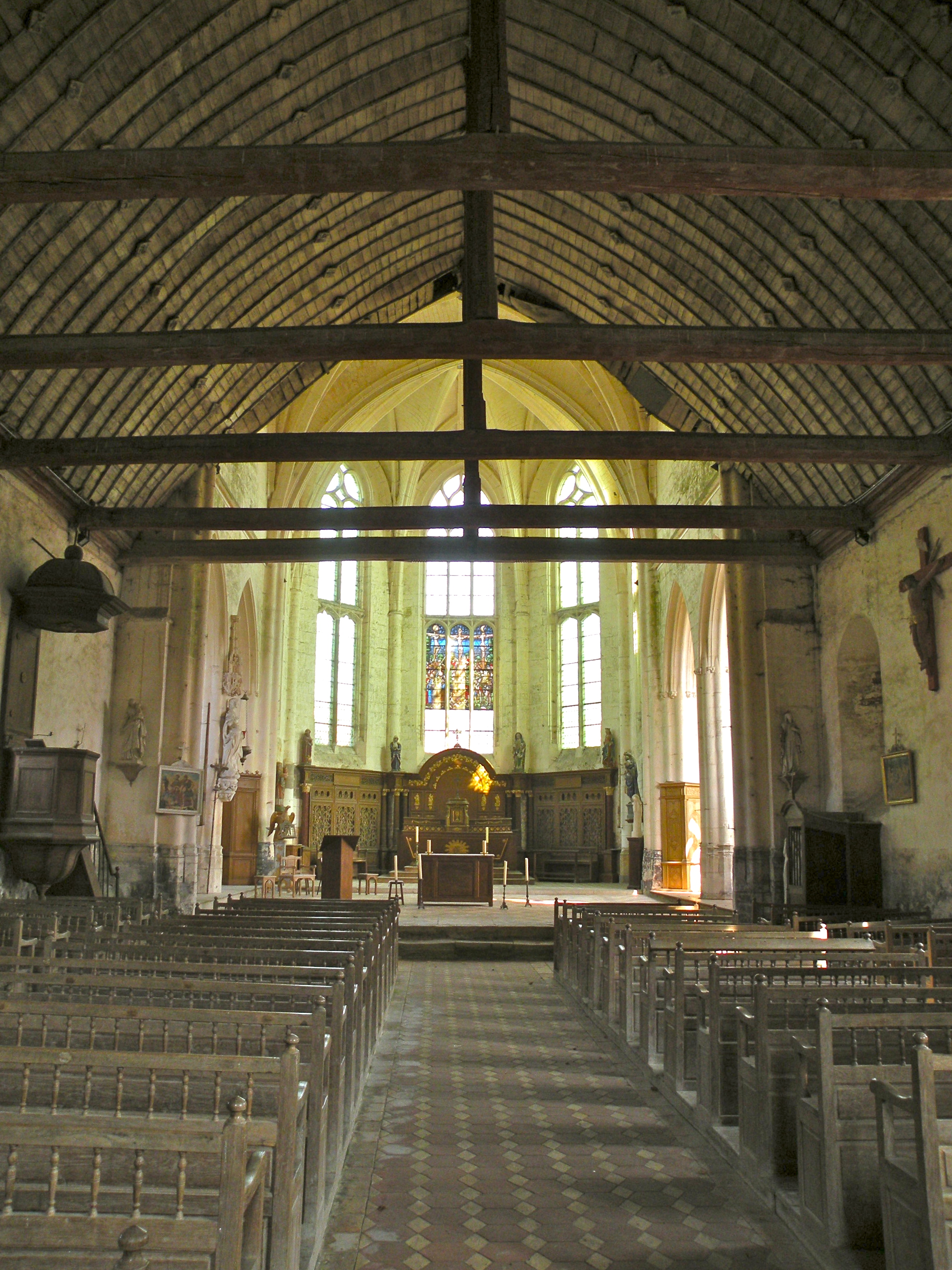
Nef, vue vers l'est.

La nef est entièrement bâtie en moellons de grès, matériau bon marché qui n’est pas propice à la mouluration et à la sculpture. L’ornementation architecturale est donc absente dans la nef. Son intérêt réside surtout dans l’exceptionnelle charpente lambrissée, qui est à huit entraits et poinçons. Ces éléments porteurs ne sont pas dotés d’un décor sculpté, par exemple d’engoulant, contrairement à ce qui s’observe dans d’autres églises rurales de la région. La charpente adopte la forme d’une carène renversée, sauf au début de la nef, où la présence du clocher a imposé un plafond plat. Sauf ici, la nef ne possède donc pas de combles. Le lambris est subdivisé en carrés par des lattes, et des losanges gravés de divers motifs géométriques sont appliqués aux points de croisement des lignes. Ces losanges sont pourvus d’un décor polychrome, qui joue sur un registre de coloris restreint - blanc, ocre, rouge et bleu. Le sous-faîte et les couvre-joints sont peints de damiers, étoiles, carreaux et rubans, qui sont exécutés dans la même gamme de couleurs. - En pleine période gothique, les grandes nefs non voûtées deviennent l'exception, surtout dans le Beauvaisis, qui est, avec la Normandie, le berceau du voûtement d’ogives en France. Aux débuts de l'architecture gothique jusqu'à la fin du XIIe siècle, quelques églises d’une certaine importance reçoivent encore des nefs charpentées, comme  Gonesse et Saint-Julien-le-Pauvre, à Paris. C’est surtout dans de petites églises en milieu rural que l’on renonce encore au voûtement, souvent sous l’impulsion de contraintes économiques, à plus forte raison dans des contrées où des pierres de bonne qualité font défaut, comme le pays de Bray. Ensuite, les nefs charpentées deviennent plus rares, mais l’on peut néanmoins citer Saint-Martin-des-Champs, à Paris (vers 1235), la chartreuse de Champmol ou la collégiale Notre-Dame d'Écouis (XIVe siècle). La nef de Hodenc-en-Bray est assez spacieuse, mais vu la faible importance de la localité, l’on peut le situer dans la continuité des petites églises rurales des siècles précédentes. L’on note que les tendances architecturales du XIVe siècle ne se manifestent pratiquement pas, à l’exception de la rosace en haut du mur occidental, qui est à douze rayons trilobées, s’articulant autour d’un oculus central. Il est aujourd’hui occupé par un horloge, tandis que les autres compartiments sont murés Le portail occidental, la fenêtre qui le surmonte directement, et les fenêtres du sud sont en plein cintre, comme à la période romane puis à la Renaissance. Les deux fenêtres du nord présentent deux lancettes recoupées par un meneau horizontal, ce qui évoque davantage l’architecture civile .

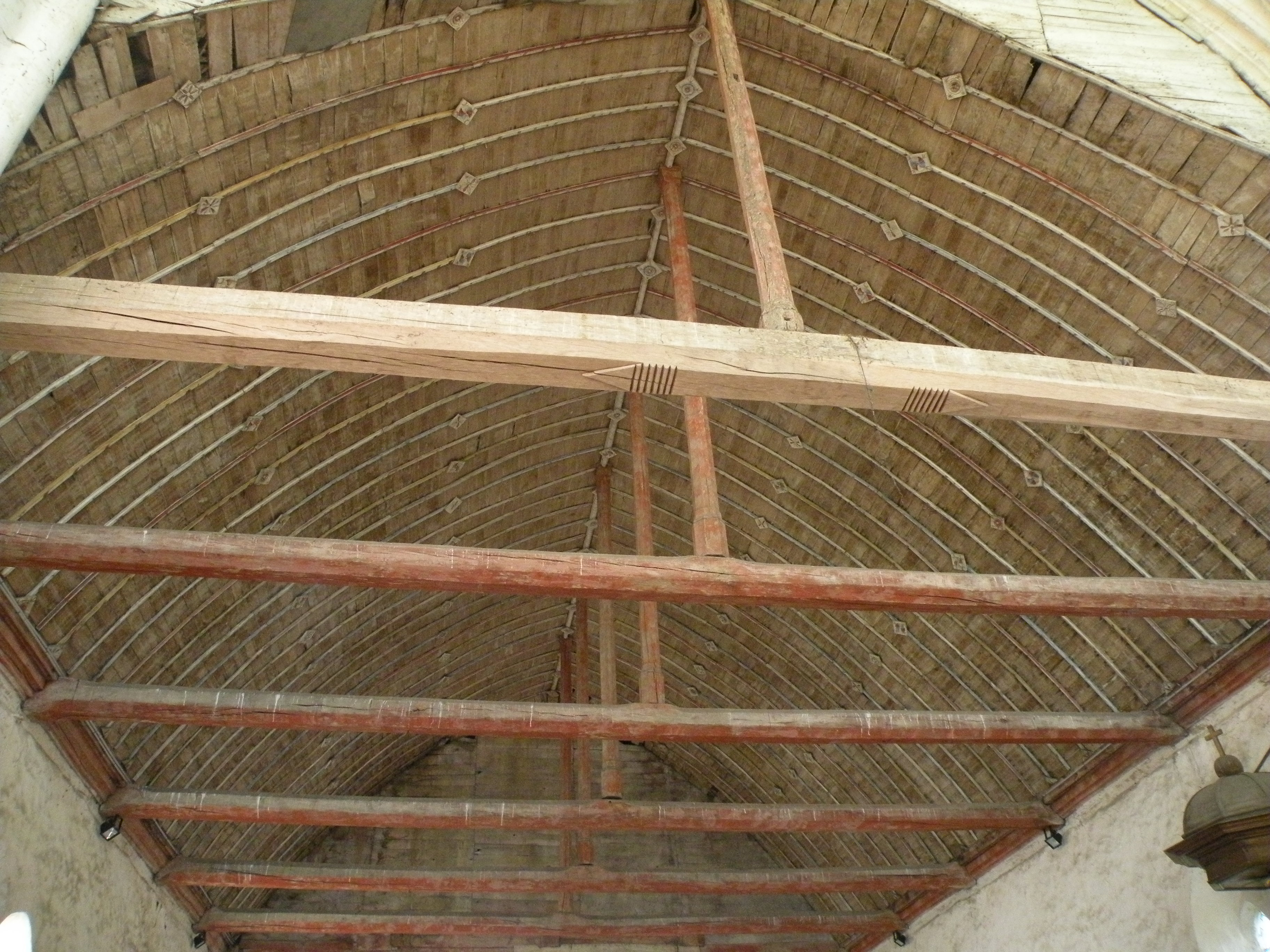
Charpente de la nef.
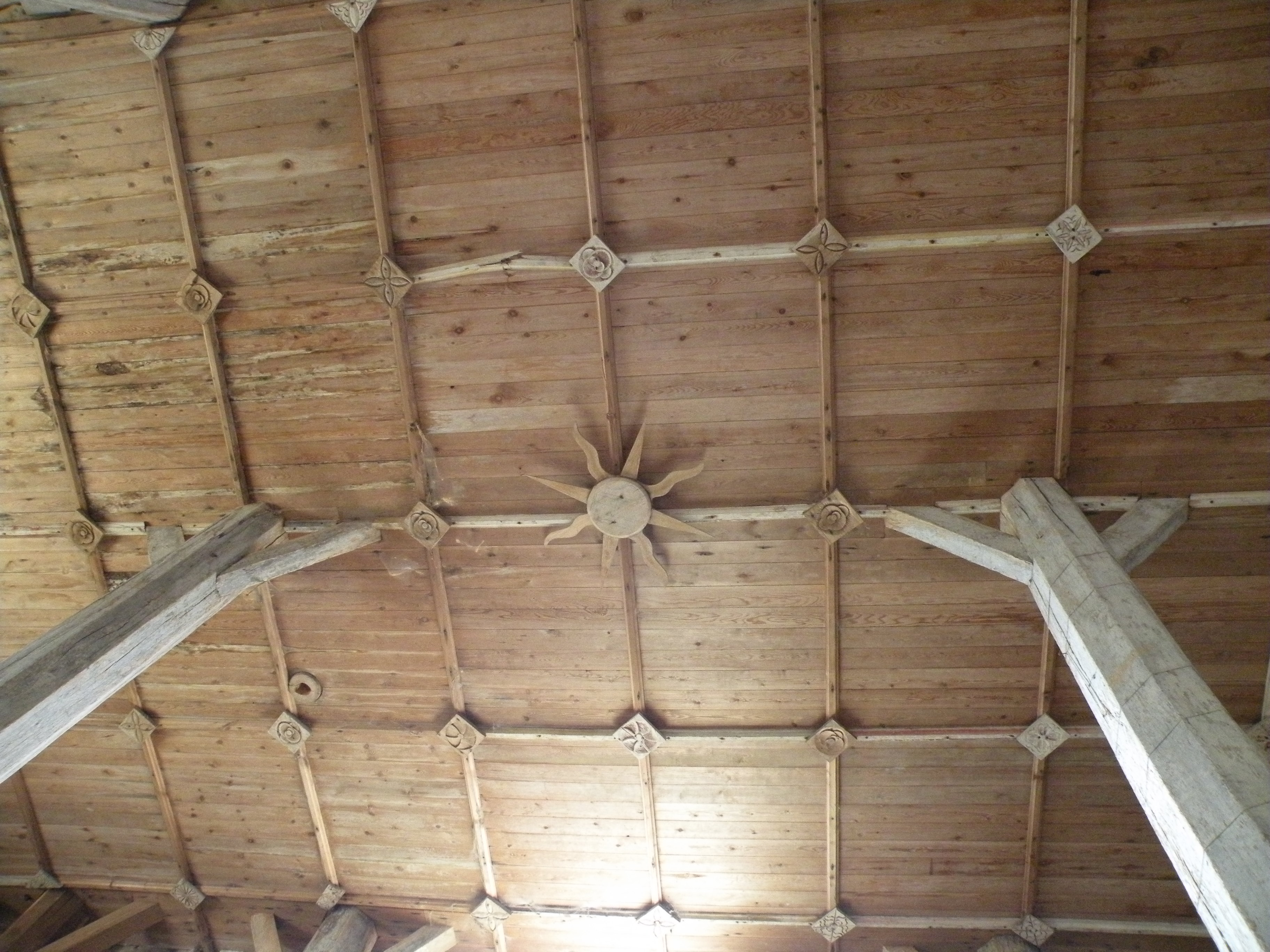
Charpente de la nef.
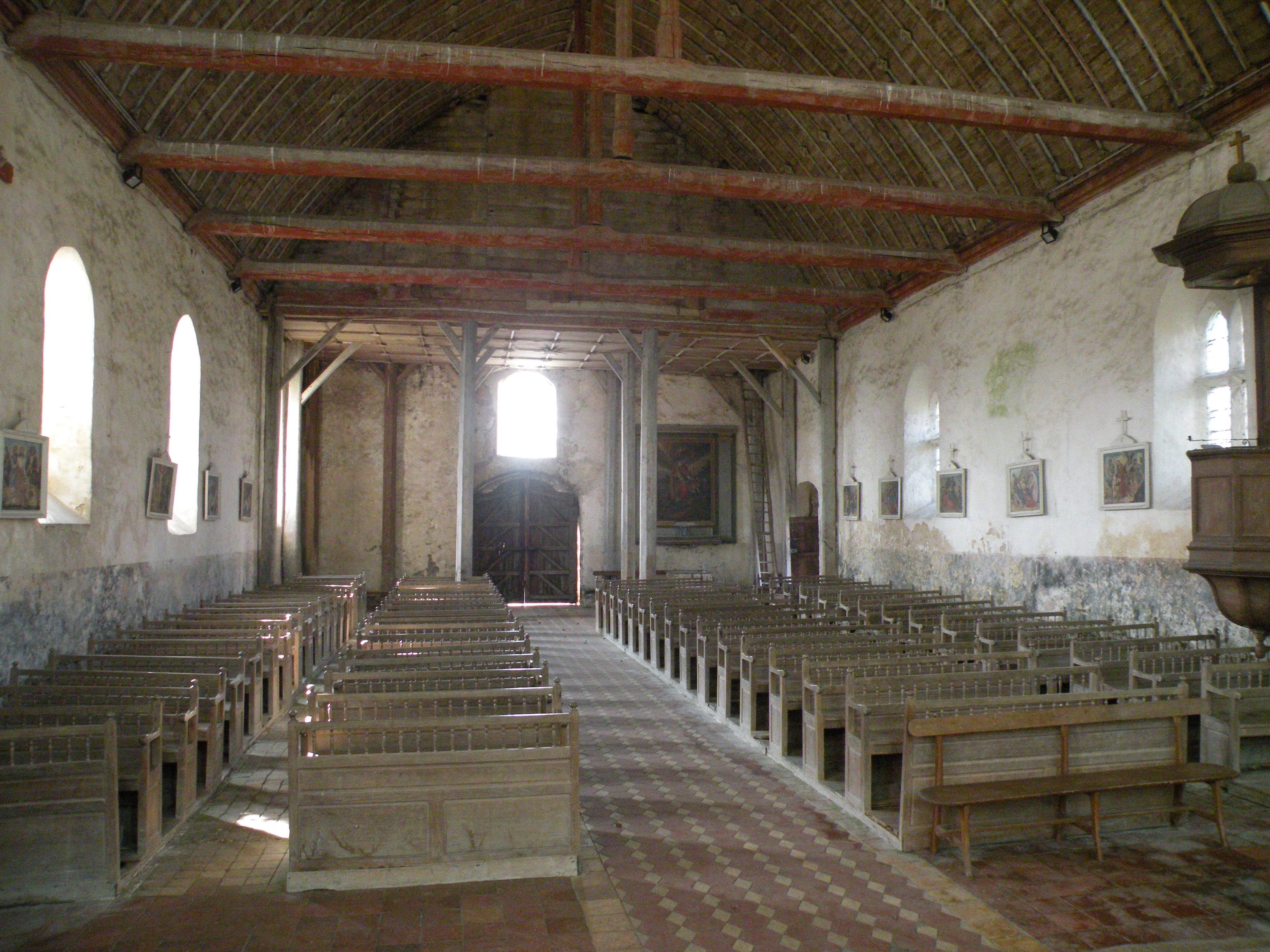
Nef, vue vers l'ouest.
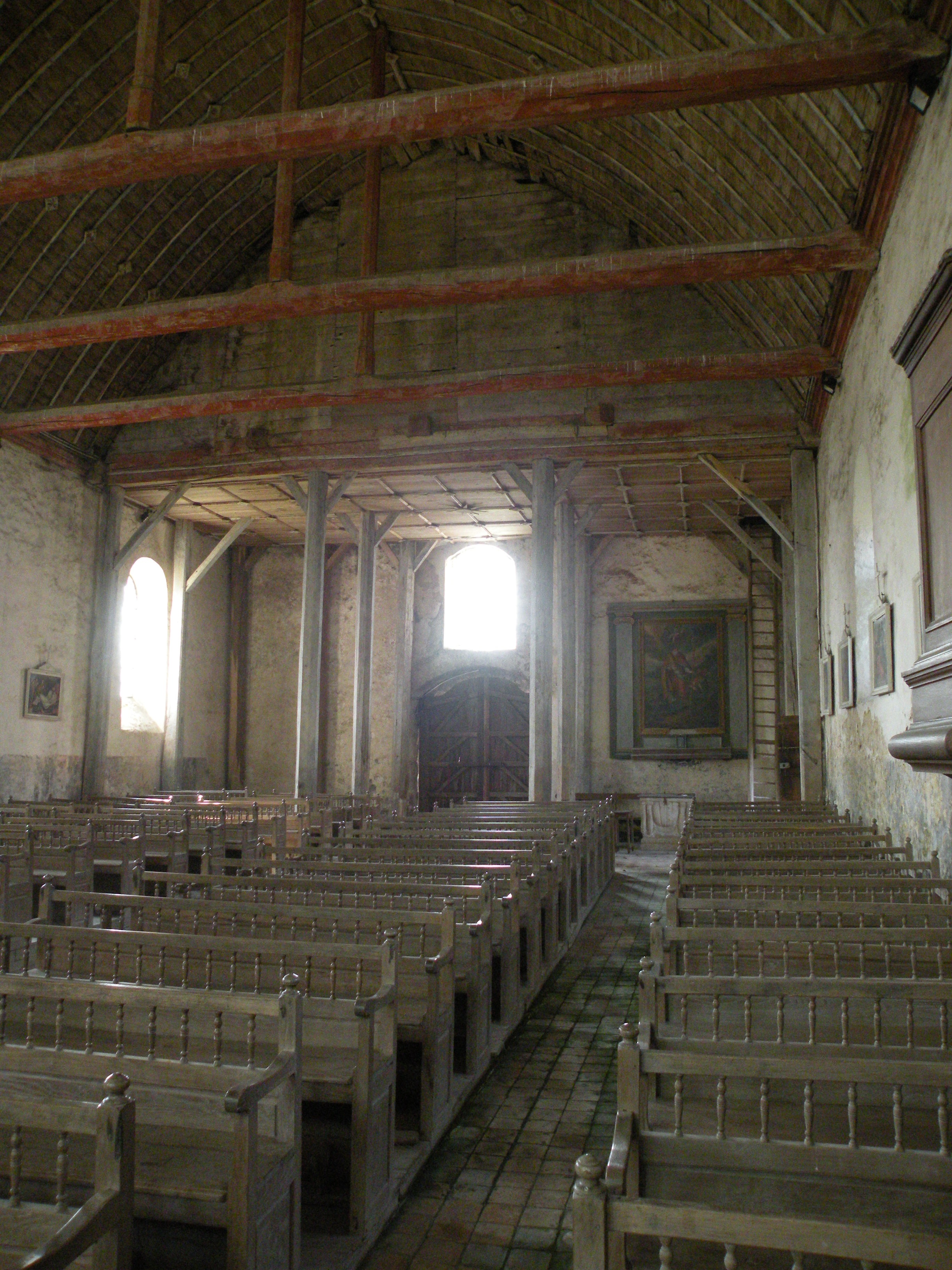
Nef, vue vers l'ouest.
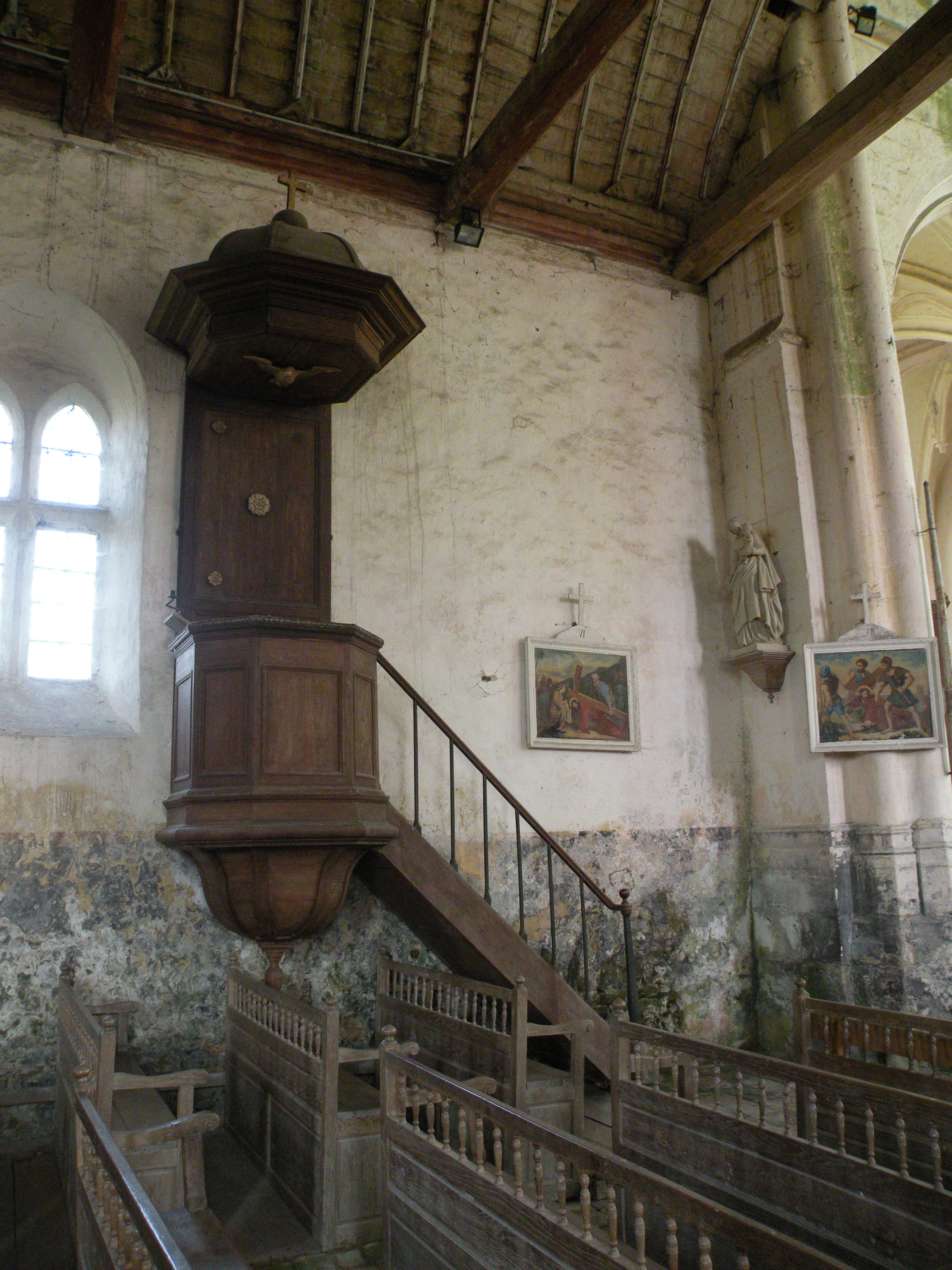
Chaire à prêcher, au nord.
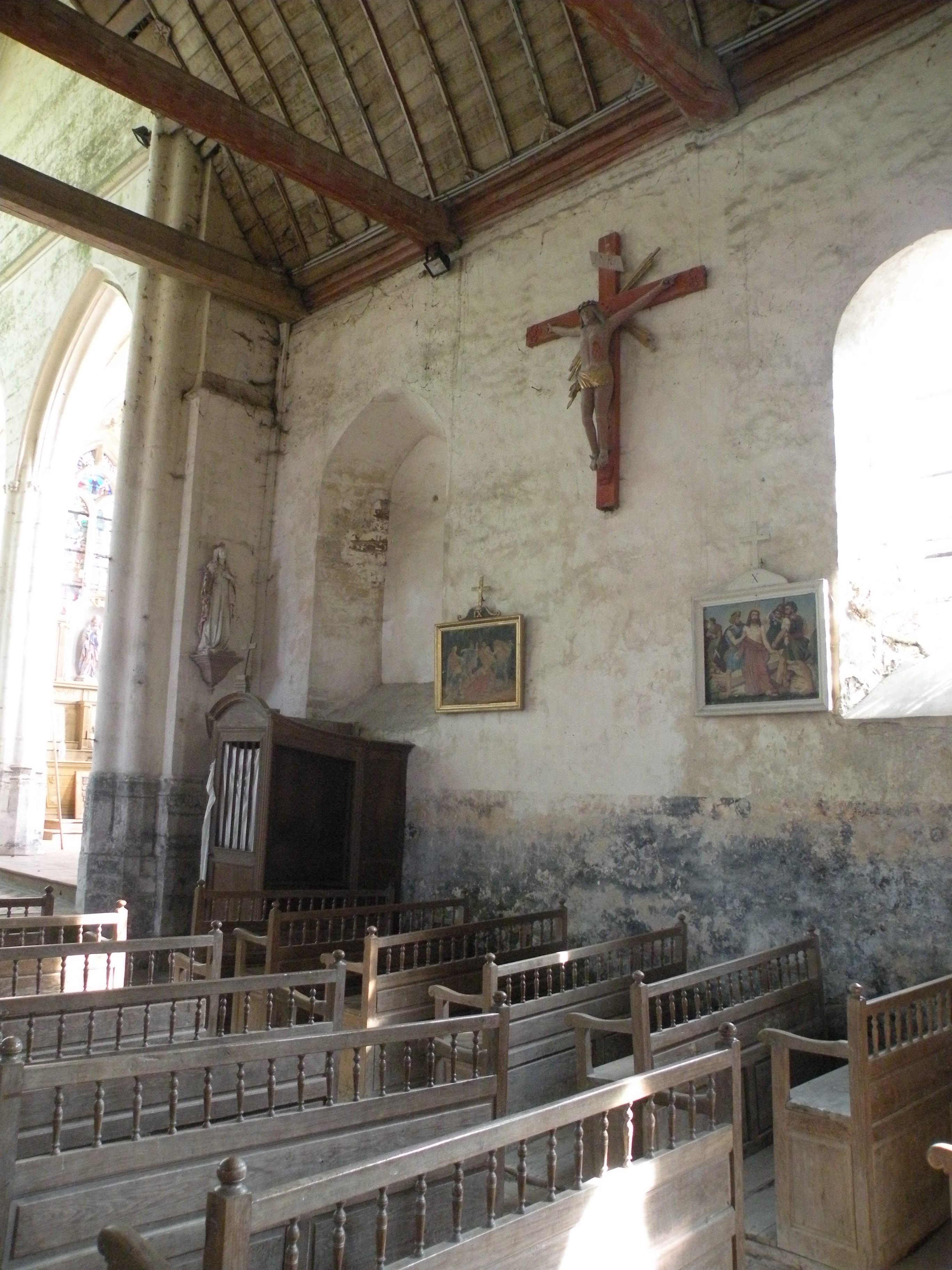
Christ en croix, au sud.

#### Chœur

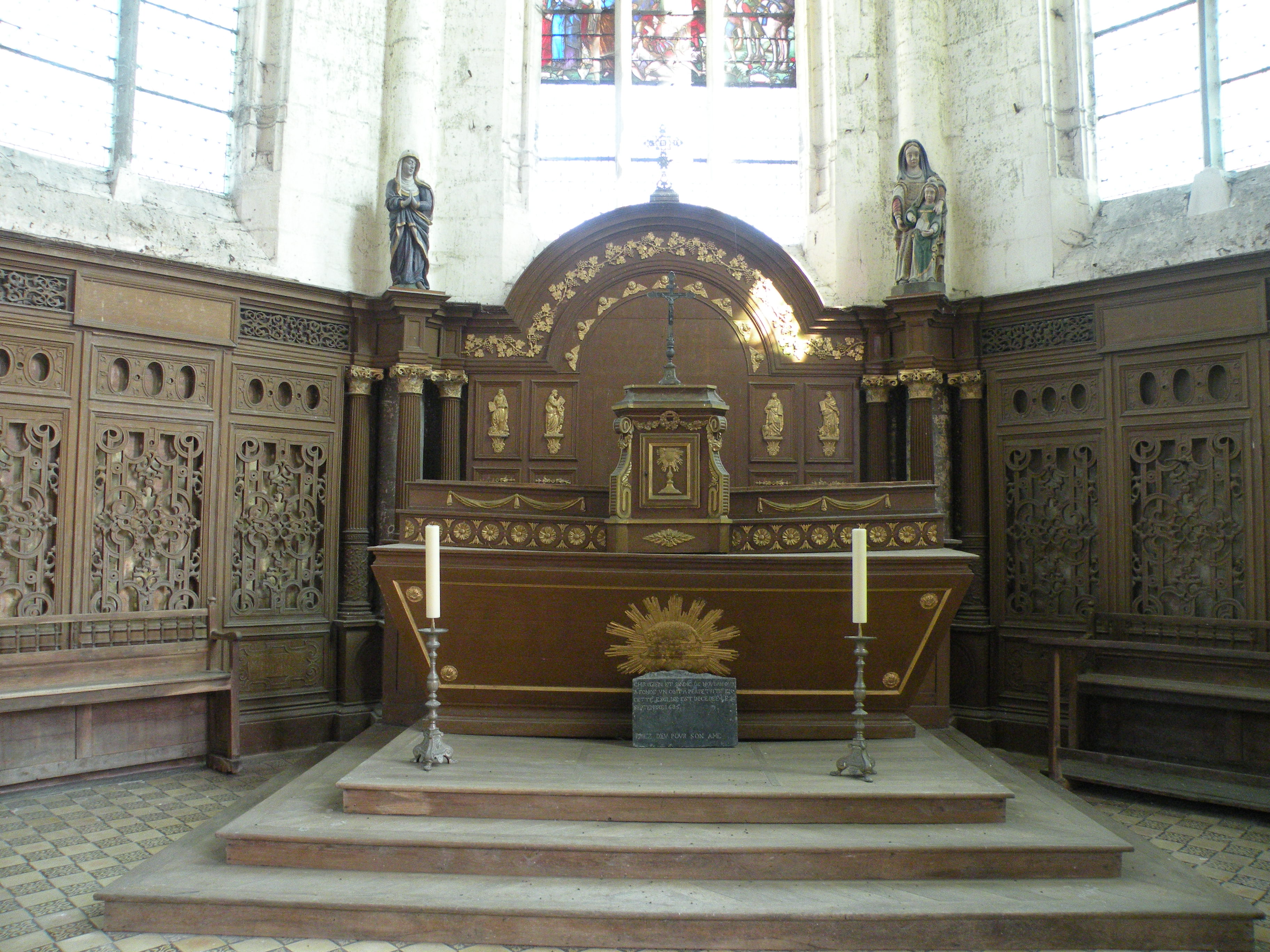
Boiseries du chevet.

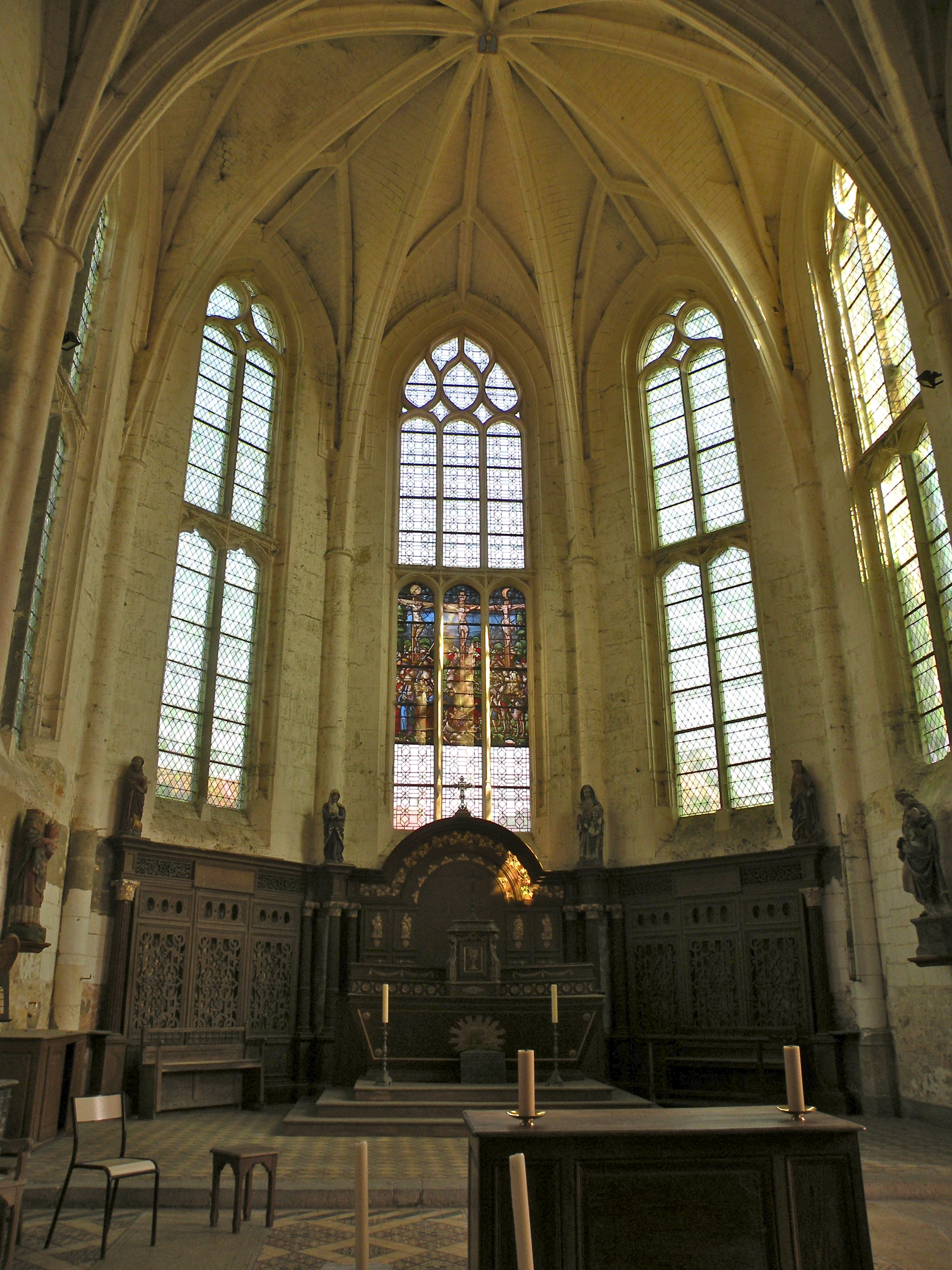
Vue dans l'abside.

Le chœur est élancé et lumineux. Il est bâti entièrement en pierre de taille d’un calcaire très blanc, et la construction est de bonne qualité. Les dimensions surprennent pour un petit village de moins de cinq cents habitants. Son plan est assez inhabituel, car au lieu de deux travées barlongues avec chacune une grande arcade au nord et au sud, l’on trouve une vaste travée droite de plan carrée, avec deux grandes arcades au nord tant qu’au sud. Le plan se rapproche de celui des églises de Guiry-en-Vexin, de Magny-en-Vexin et de Therdonne. Les chapelles latérales formant comme un faux transept (à hauteur moindre que le vaisseau central) se rencontrent aussi à Chennevières-lès-Louvres, Coucy-la-Ville et Serval. L’arc triomphal adopte l’esthétique des piliers ondulés en usage à la période flamboyante, et les nervures des voûtes pénètrent directement dans les supports dans l’ensemble du chœur et de ses chapelles : il n’y a nulle part de chapiteaux. La voûte de la travée droite présente des nervures prismatiques, comme les autres, et a été traitée sobrement, avec la clé de voûte aux armes des Montceaux comme seul ornement. En dépit de la hauteur suffisante pour le percement de fenêtres hautes, les murs restent nus au-dessus des grandes arcades. La disposition des toitures des chapelles latérales n’est pas compatible avec un éclairage direct de la travée droite. Les murs hauts ne sont animés que par un bandeau mouluré horizontal, qui court près du sommet des grandes arcades.
Malgré sa hauteur, le chevet ne présente qu'un seul niveau d'élévation. Les fenêtres en tiers-point prennent appui sur un mur-bahut apparemment laissé nu, et revêtu de boiseries, sauf au nord et au sud. Les cinq pans sont tous de même largeur ; le premier et le dernier étant droits, et deux étant placés de biais. La fenêtre de l'axe du chevet est toutefois plus large que les autres. Contrairement à l'usage à la période gothique rayonnante, les fenêtres n'occupent de toute façon pas toute la largeur disponible entre les piliers. Selon un système mis au point pour la première fois à l'abbatiale de Saint-Martin-aux-Bois, pendant les années 1230, les cinq fenêtres sont entrecoupées par des étrésillons de pierre horizontaux à mi-hauteur. Ce système a trouvé d'autres applications tardives, comme par exemple à Bresles et Therdonne. Un unique étrésillon par fenêtre a suffi, alors que deux ont été nécessaires à Saint-Martin aux Bois. Plus large, la fenêtre médiane a reçu un remplage différent, avec trois lancettes en arc brisé surbaissé au premier et au deuxième niveau, et trois soufflets et deux mouchettes simplifiés au sommet. Le dessin épuré et le rapprochement avec les formes en plein cintre annoncent déjà la Renaissance : en effet, les lancettes ne sont brisées que sur le plan du profil extérieur, les vitraux étant en cintre surbaissé. Quant aux quatre autres fenêtres, elles ne comportent qu'un unique meneau vertical, et les deux lancettes du premier niveau sont à tête trilobée surbaissé. Les lancettes du second niveau sont surmontées de deux soufflets posés de biais. Les formerets de la voûte épousent le tracé des arcs des fenêtres. Ils descendent verticalement sur une courte section, puis deviennent horizontaux et semblent ainsi liés les uns aux autres. Chaque voûtain est décoré par une lierne et deux tiercerons, qui se fondent dans les ogives avant que ces dernières ne retombent sur les piliers. Les liernes se continuent jusqu'au sommet des formerets, ce qui est plutôt inhabituel, même si d'autres exemples existent dans la nef de Chaumont-en-Vexin, dans le chœur de Fresneaux-Montchevreuil, et dans la chapelle septentrionale de Valmondois. Les ogives ne sont pas vraiment pénétrantes, car les piliers sont de simples fûts cylindriques, et ils sont bagués aux points de jonction avec les ogives, ce qui supprime le lien organique entre nervures et supports, si caractéristique du voûtement flamboyant. L'on ne trouve pas non plus de clés de voûte apparentes, hormis un écusson sous la clé de voûte centrale.

#### Chapelles latérales
Les deux chapelles sont traitées avec une certaine fantaisie. Leur plan est identique, mais les voûtes et les dessins des fenêtres sont différents. Chaque chapelle s'ouvre par deux arcades en tiers-point, qui ont bénéficié d'une mouluration complexe. Au moment de la retombée sur les piliers ondulés, les listels s'arrêtent sur de minuscules culots sculptés en masques ou atlantes, comme on peut le voir dans les nefs de Survilliers et Villiers-le-Bel. Devant la chapelle du nord, le pilier central porte une console servant de support à une statue de saint Lucien, abritée par un dais flamboyant finement ciselé. À l'intérieur de la chapelle, les piliers engagés dans le mur extérieur sont également ondulés, y compris pour les angles. Dans la chapelle du sud, on y trouve tout au contraire des fûts cylindriques, comme dans l'abside, mais sans les bagues. Dans les angles, les fûts butent sur des culs-de-lampe à mi-hauteur, qui sont décorés de bustes de chérubins sculptés maladroitement. Chaque chapelle possède quatre fenêtres : une à l'ouest, deux dans le mur latéral, et une à l'est. La fenêtre orientale de la chapelle du nord a perdu son remplage, mais sinon, chaque baie de la chapelle du nord comporte deux formes en cintre surbaissé surmontées d'un soufflet et de deux mouchettes simplifiés. Dans la baie occidentale, le soufflet comporte un réseau secondaire. Les fenêtres de la chapelle du sud présentent un dessin original, avec une courte forme en cintre surbaissé en lieu et place du soufflet habituel. Quelques feuilles de vigne d'une grande plasticité garnissent en outre les arcs. Les voûtes suivent la mode du XVIe siècle, qui affectionne les nervures décoratives, et les clés pendantes. L'on a néanmoins fait l'économie de formerets. Au nord, l'on trouve des croisées d'ogives simples, mais chaque ogive est agrémentée d'une clé pendante à mi-chemin, relié à l'ogive par deux arcs. Les clés centrales sont ornées de feuillages et arborent les armes des Montceaux. Au sud, l'on trouve des voûtes à liernes et tiercerons, avec un losange curviligne au milieu de chaque voûtain, et des clés de voûte très ouvragées.

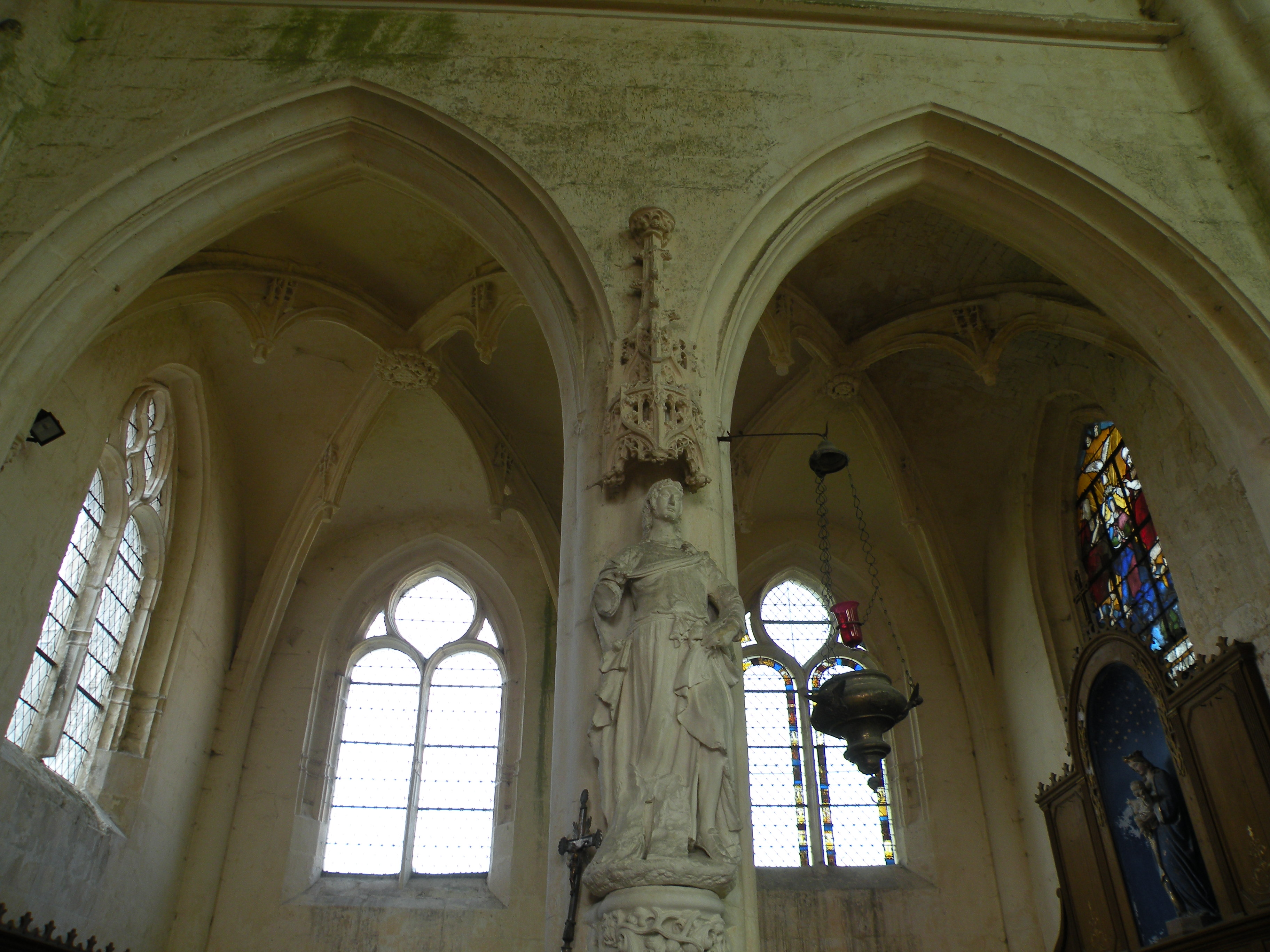
Arcades de la chapelle nord.
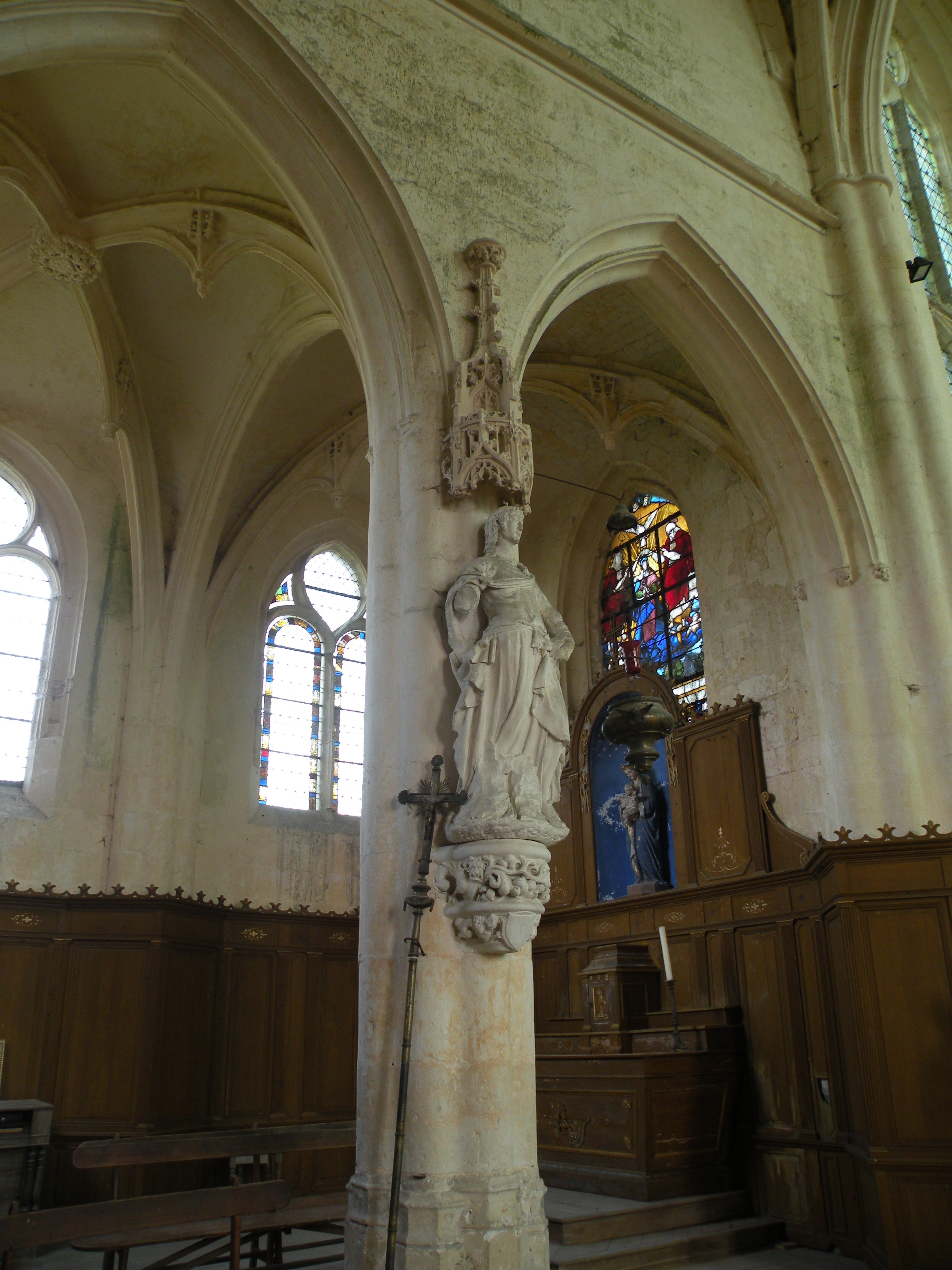
Arcades de la chapelle nord.
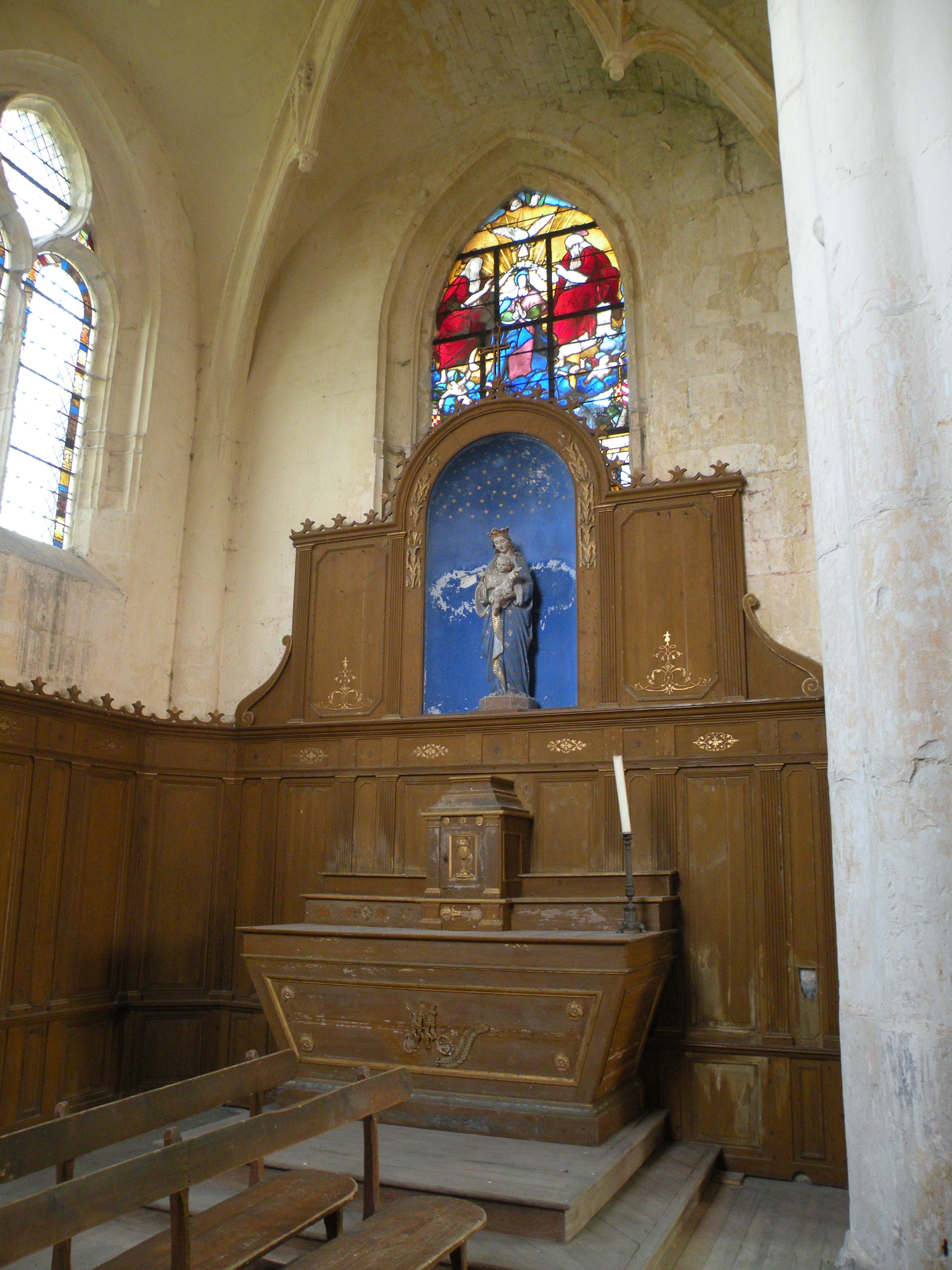
Chapelle nord, chevet.
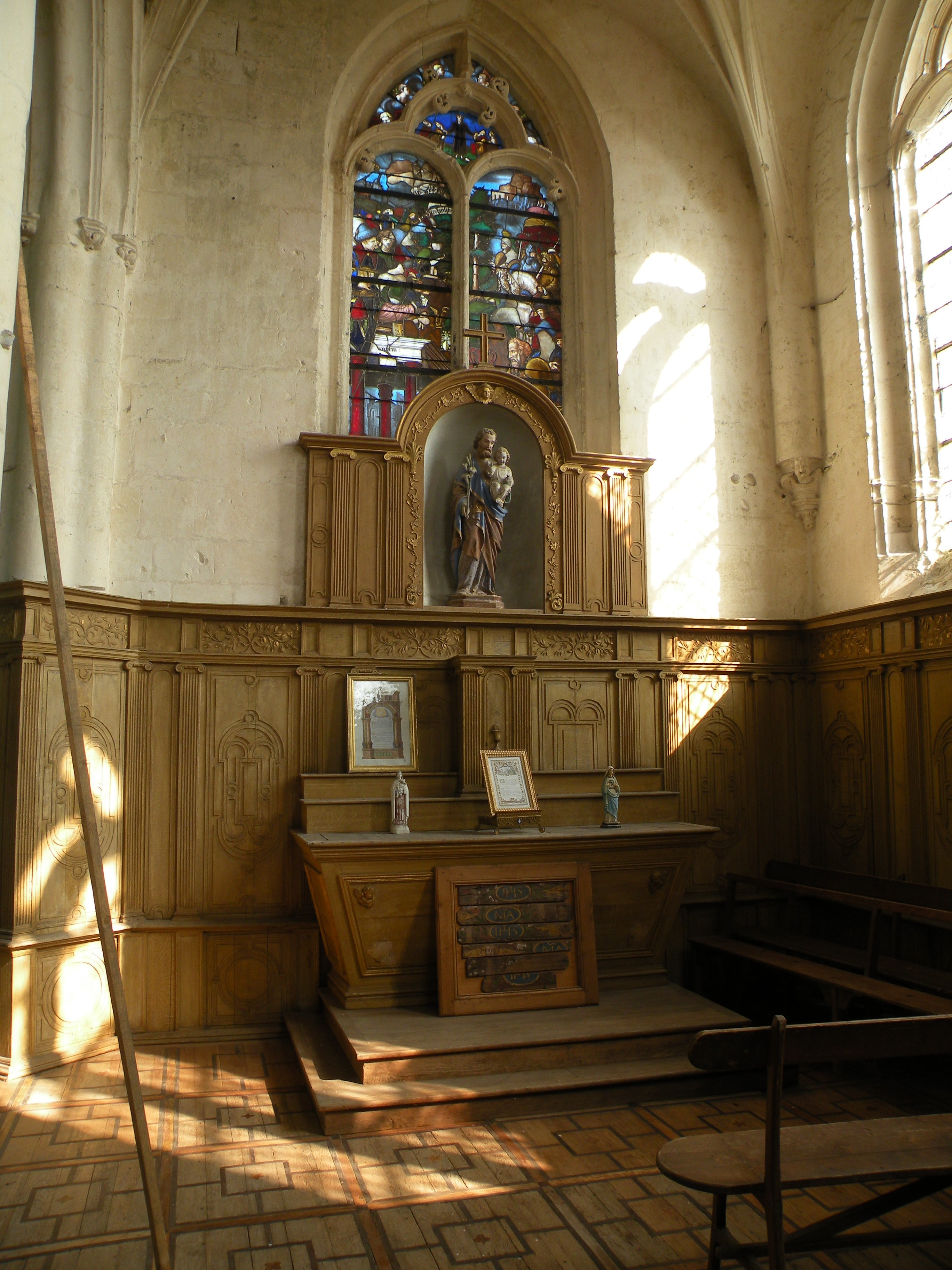
Chapelle sud, chevet.
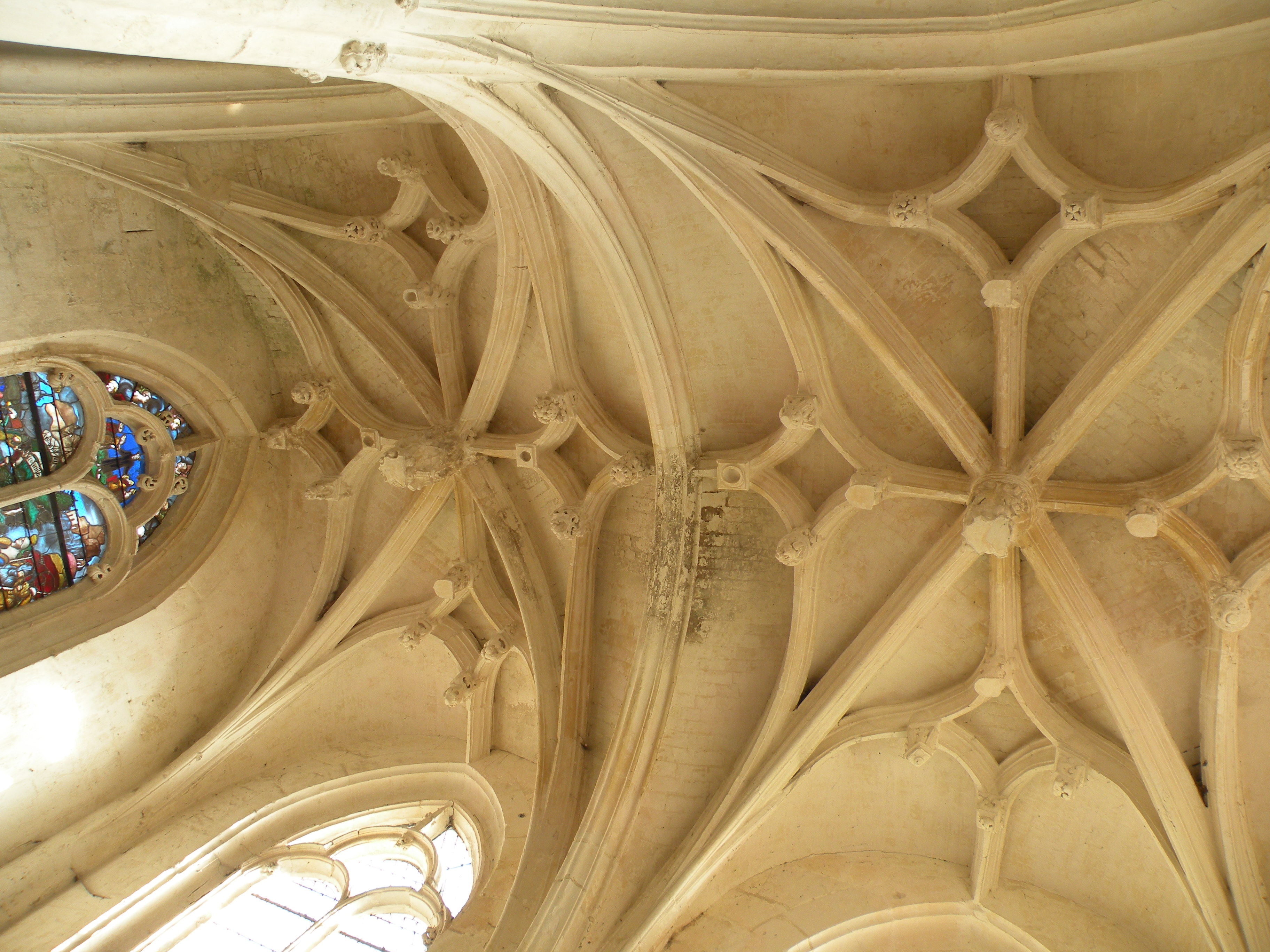
Chapelle sud, voûtes.

### Extérieur

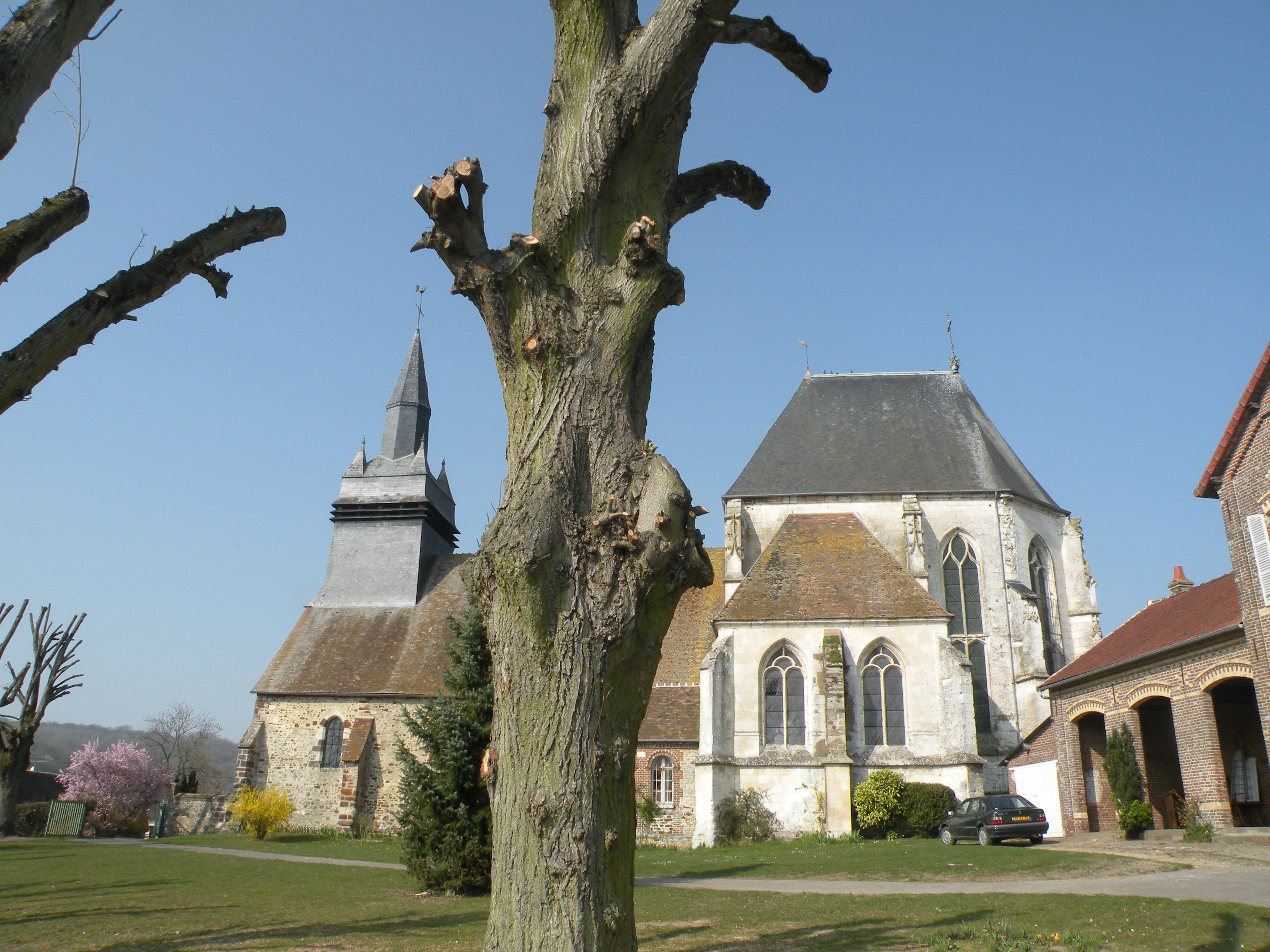
Vue depuis le sud.

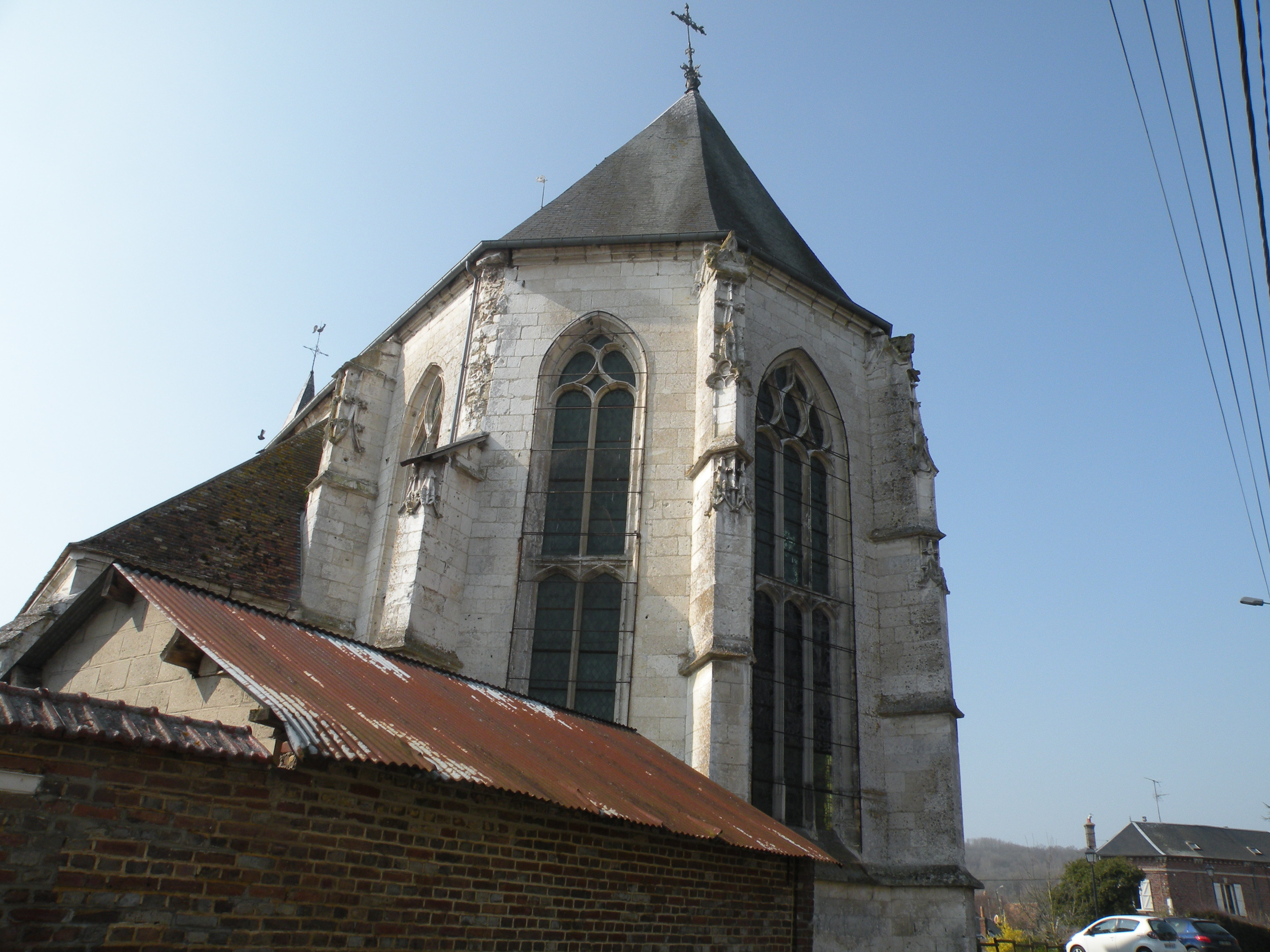
Chevet, vue depuis l'est.

Les nefs bâties en moellons de qualité médiocre sont courantes dans les pays de Bray et de Thelle, et dans ce sens, la nef d'Hodenc-en-Bray est bien caractéristique de l'est et du sud du Beauvaisis. L'appareil est effectivement grossier, et même pour les contreforts et les chaînages, l'on s'est contenté de gros moellons sommairement équarris. Il a déjà été signalé que les fenêtres sont initialement au nombre de quatre au sud (dont une bouchée lors de l'adjonction de la sacristie) et de deux au nord, auxquelles il convient d'ajouter le portail latéral dans la première travée. Les contreforts intermédiaires sont ainsi au nombre de trois au sud, mais seulement au nombre de deux au nord, irrégularité qui n'est pas rare pour les nefs non voûtées et dépourvues de bas-côtés. On ne peut trouver à la nef aucune qualité architecturale ; la façade occidentale est même qualifiée de maladroite par Maryse Bideault et Claudine Lautier, et la lourde toiture semblerait écraser la nef. La rosace en haut de la façade a dû être élégante avant qu'elle ne fut bouchée. Le clocher recouvert d'ardoise n'est pas daté par les auteurs. La disposition de sa flèche est pour le moins curieuse : une pyramide surbaissée est cantonnée de quatre pyramidons, et surmontée d'une courte et mince tourelle octogonale, couronnée à son tour par une fine flèche octogonale. Le porche devant le portail latéral surprend par son ampleur et par la quantité de solides poutres en bois employés, notamment pour le pignon. Il semble s'agir de poutres de réemploi provenant d'une maison à colombages démontée, comme l'indiquent des perforations et des clous en bois sans utilité, ainsi que la hauteur variable des socles en pierre.
Le chœur contraste évidemment avec la rusticité de la nef et de son porche, et leur architecture n'a rien en commun. Il est assez frappant que les murs gouttereaux du chœur sont deux fois et demi plus élevés que ceux du chœur. Sans doute pour atténuer le contraste, le chœur n'a pas de pignon à l'ouest, mais présente un toit à croupe. L'arc triomphal est en partie visible depuis l'extérieur, et montre que l'idée était de substituer la nef à une nouvelle construction aussi élevée que le chœur. Malgré ses dimensions impressionnantes, il reste assez austère. Un glacis formant larmier court tout autour au niveau du seuil des fenêtres. Les chapelles ont un seul contrefort à chaque angle, planté de biais comme ce devient la règle à la Renaissance. Ces contreforts ne sont pas décorés, et s'amortissent par un glacis. Les contreforts du vaisseau central présentent un second larmier à mi-hauteur des fenêtres, et les quatre contreforts de l'abside sont ornés de clochetons et pinacles plaqués sur deux niveaux, alors que les contreforts de la travée droite ne présentent des pinacles plaqués qu'au niveau supérieur. Dans son ensemble, le chœur de l'église Saint-Denis d'Hodenc-en-Bray est sobre, mais bâti avec soin. Il offre une architecture de qualité, et la beauté de l'espace intérieur est à souligner. Maryse Bideault et Claudine Lautier concluent ainsi que le monument mériterait d'être mieux connu.

## Mobilier
L'église Saint-Denis renferme dix éléments de mobilier classées monument historique au titre objet, auxquels s'ajoutent trois verrières du XVIe siècle et un plat de quête en terre cuite de 1604, brisée vers 1925 et déposée au trésor de la cathédrale Saint-Pierre de Beauvais. — Les trois verrières du XVIe siècle sont datés du milieu du siècle et ont été posés quelques années après l'achèvement du chœur. Ce ne sont que les derniers vestiges d'un ensemble plus important, mais pendant une très longue période, les vitraux ont été laissés à l'abandon et n'ont pas bénéficié du moindre entretien. À la fin des années 1970, seul le tympan restait de la baie orientale de la chapelle du sud, et le vitrail d'axe risquait de tomber. D'autre part, une partie des vitraux était stockée dans des caisses entreposées à Champs-sur-Marne, sans doute depuis la guerre. En 1984, le maire signale le mauvais état des vitraux (alors que l'entretien de l'église, non encore classée, était sous la responsabilité de la commune). En 1985, le conseil municipal réclame le retour des vitraux, ce qui donne lieu a une restauration s'échelonnant de 1989 à 1992, par les soins de Claude Courageux. Depuis, on trouve trois verrières largement restaurés, qui ne comportent plus de lacunes. Le vitrail de l'axe de l'abside représente la Crucifixion du Christ entre deux larrons. Au chevet de la chapelle du nord, la scène représentée est le Couronnement de la Vierge, et la baie orientale de la chapelle du sud a comme sujet l'Adoration des bergers.
- La statue grandeur nature devant la chapelle nord, qualifiée comme étant de Roch de Montpellier dans le dossier de classement, mais considérée comme étant de saint Lucien par Maryse Bideault et Claudine Lautier. Haute de 160 cm, elle date du XVIIe siècle et a été sculptée en ronde-bosse dans un bloc de pierre calcaire monolithe. La tête est de proportions trop petites. Le bras droit est cassé, et le chien, principal attribut de saint Roch, a disparu[11]. La statue se trouve devant le pilier central des arcades ouvrant dans la chapelle du nord.
- La statue en bois de la Vierge à l'Enfant, haute de 102 cm et datant du XVIIIe siècle. Elle est recouverte d'un badigeon blanc, qui la fait apparaître comme étant en pierre[12]. La statue se trouve à gauche de l'entrée de l'abside.
- La statue en bois polychrome et partiellement doré de saint Denis cépahlophore, haute de 134 cm et datant du dernier quart du XVe siècle. Le revers est aussi sculpté, mais n'a pas été peint[13]. La statue se trouve à droite du pilier nord-est de l'abside.
- La statue en bois polychrome et partiellement doré de sainte Catherine d'Alexandrie, haute de 114 cm et datant du dernier quart du XVe siècle. La roue, attribut de la sainte, a été refaite au XIXe siècle[14]. La statue se trouve à gauche du pilier sud-est de l'abside.
- La statue en bois polychrome et partiellement doré de la Vierge à l'Enfant, haute de 169 cm et datant de la limite XVIe / XVIIe siècle. Son socle est partiellement traité en faux marbre. Le revers est seulement ébauché[15]. La statue se trouve devant la baie sud de l'abside.
- Les fonts baptismaux sous la forme d'une cuve baptismale à infusion, sculptés dans un grand bloc de pierre calcaire. Ils sont d'un caractère très archaïque et ont été datés du XIe siècle, quand l'église actuelle n'existait pas encore. Trois colonnettes figurent à chaque angle, de sorte que chaque face paraît comme encadrée par deux colonnettes. L'on note la forme aléatoire de ces colonnettes, déformées comme des cierges sou l'influence d'un excès de chaleur. Elles retombent sur des culots coniques, et sont décorées de différentes manières à l'emplacement habituel des chapiteaux. Tantôt le col est strié, tantôt un astragale gravé de chevrons l'encercle. Les faces de la cuve présentent en outre quatre redents. Le trou pour l'évacuation de l'eau a été bouché, et l'intérieur de la cuve revêtu de plomb[16].
- La dalle funéraire à effigie gravée de Gaspard de Monceaux, mort en 1637 et de sa femme Jacqueline d'O, représentés côte à côte sous une arcature architecturée. La dalle a été confectionnée lors de la mort du seigneur, et l'inscription n'a pas été complétée après la disparition de son épouse : « Transcription : " Cy gist hault et puissant seigneur mr Gaspard de Monceaux vivant chevalier de l'ordre du roy gentilhomme ordinaire de sa chambre [...] / Loconville et autres lieux aagé de LXXV ans trespassa le XXIIIe juillet 1637 et haute et puissante dame Jacqueline d'O son espouse aagé de [...]. Trespassa le... »[17].
- La dalle funéraire à effigie gravée de Louis de Monceaux, mort en 1615. Le défunt est allongé sous une arcature, représenté de front, les mains jointes sur la poitrine. Les pilastres de l'arcature sont ornés de trophées et d'armes, et le blason du défunt est figuré sur l'arcature. La dalle est bien conservée, et l'inscription reste entièrement lisible : « Cy gist Mr Louis de Monceaux fils unique de Mre Gaspard de Monceaux chevalier de l'ordre du roy gentilhomme / ordinaire de sa chambre seigneur baron de Houdan et / lequel a âgé de XVII ans trespassa le IXe aoust 1615. Priez Dieu pour son âme »[18].
- Le coffre de communauté ou coffre de fabrique en chêne avec trois serrures, des ferrures et un blindage intérieur, datant du XVIIe siècle[19].
- Une cloche en bronze de 1641, dimensions non prises, restaurée par l'entreprise Bodet en 1999. Elle porte l'inscription : « Haulte et puissant seigneur monseigneur Godefroy de Turcelin chevalier de l'ordre du roy conseiller en son conseil d'état et privé. Gentilhomme ordinaire de sa chambre marquis de Brosse et de Sarcus baron de Houdan seigneur de Trémontier [...] de Baloix sur Somme le Coudras Mortincourt Leconville Blacourt et d'autres lieux et haulte et puissante dame madame Charlotte Dauxy de Monceaux son épouse. Ces trois cloches ont été faictes en l'an 1641 et bénites par monseigneur Estienne Belhomme curé de Houdan et suis nommée Jacqueline par monseigneur [...] du Bac marquis de Vardes et autres lieux et par demoiselle Marie du Val fille de monseigneur le marquis de Fontenay et de dame Suzanne Dauxy de Monceaux son épouse »[20].

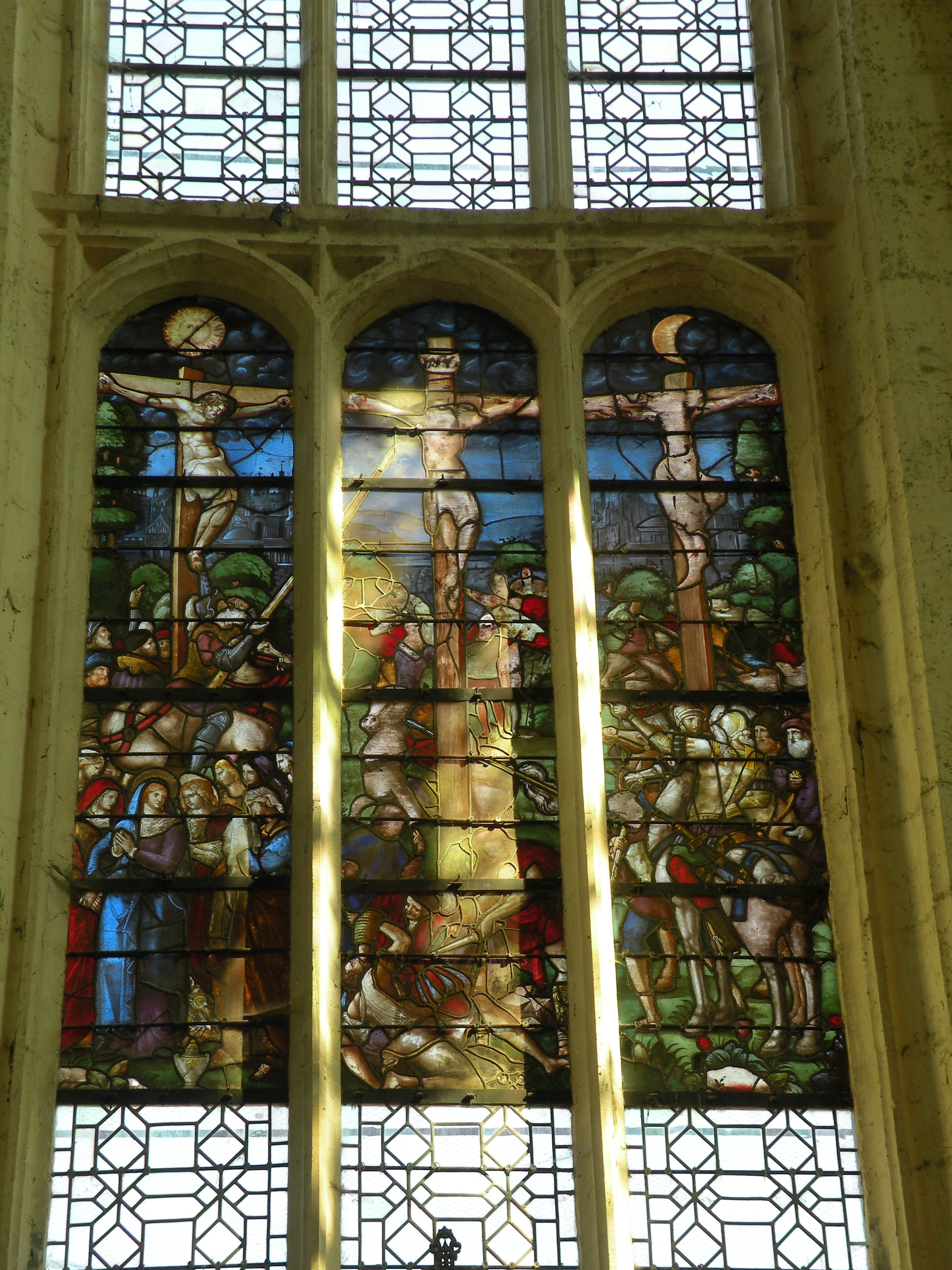
Vitrail de la Crucifixion (axe du chevet).
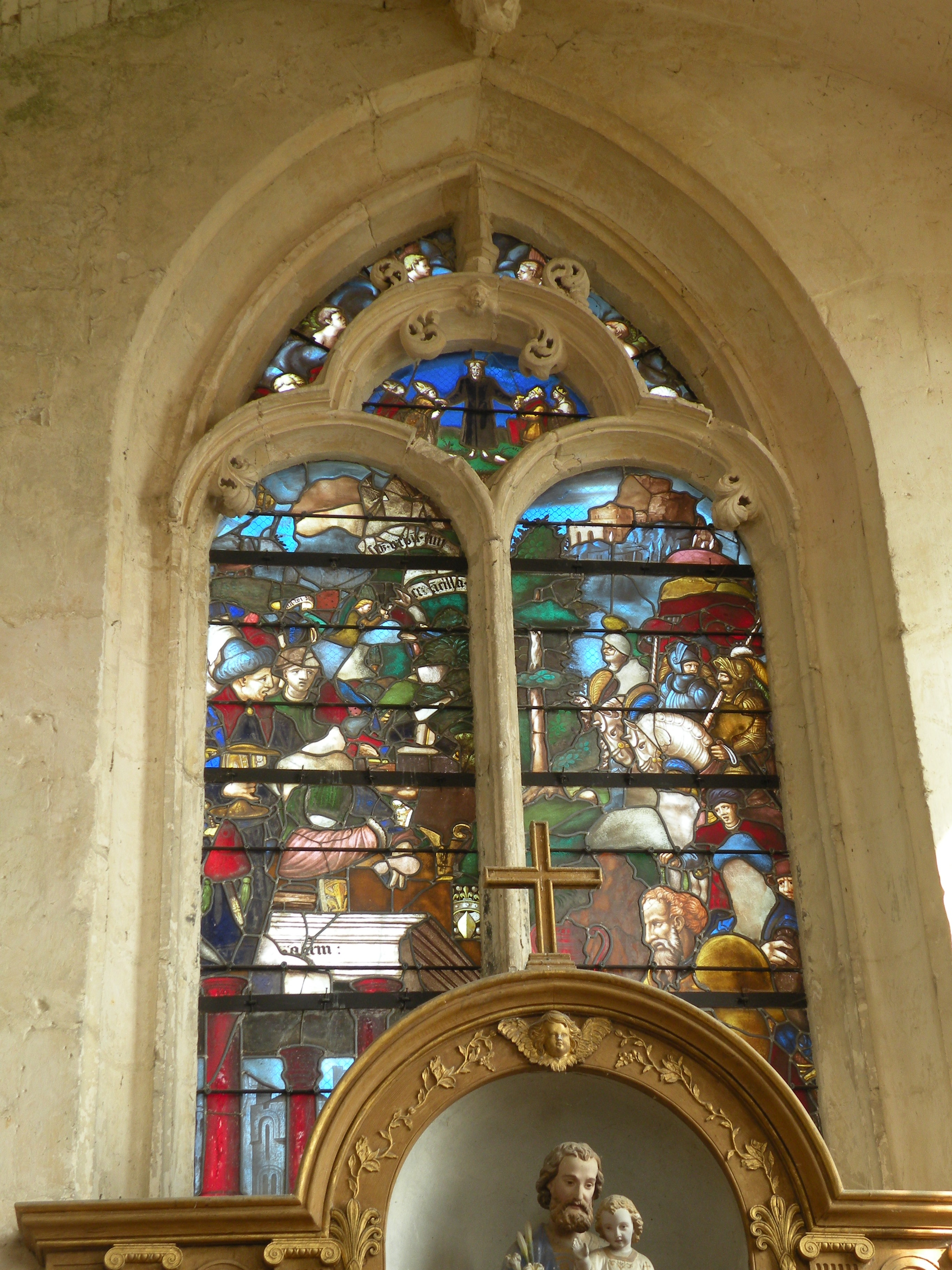
Vitrail de l'Adoration des bergers (chapelle du sud).
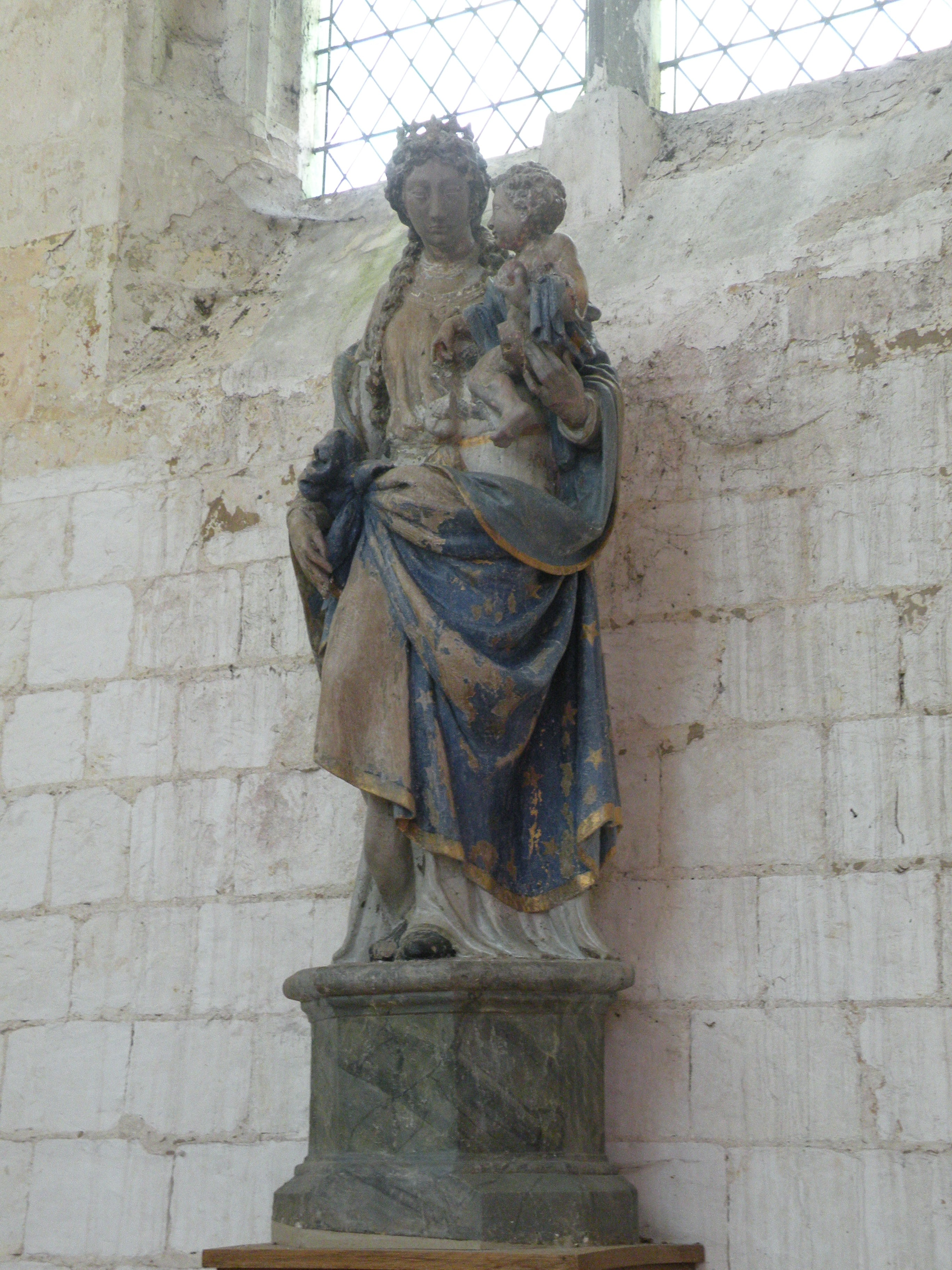
Vierge à l'Enfant.
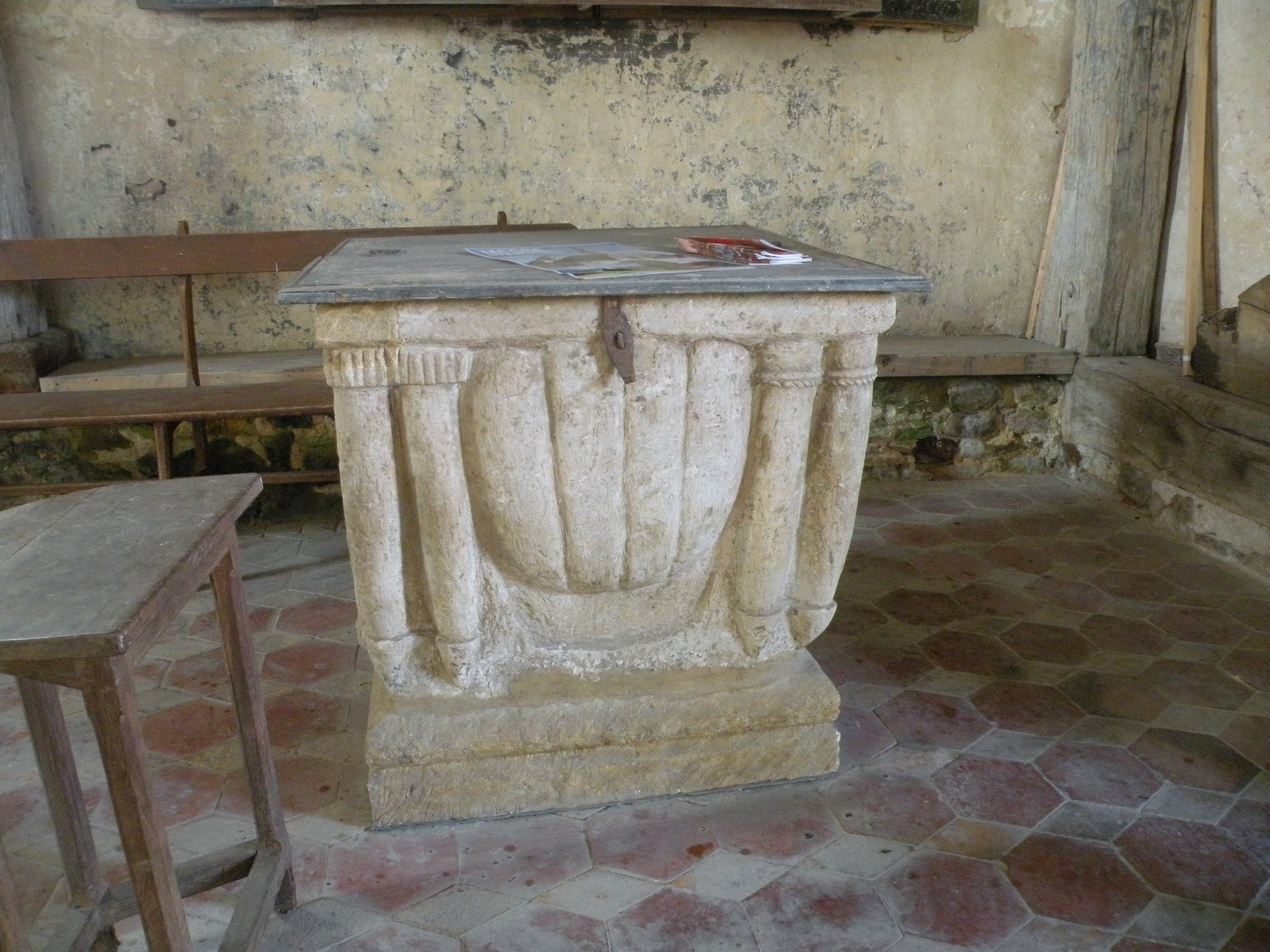
Fonts baptismaux du XIe siècle.
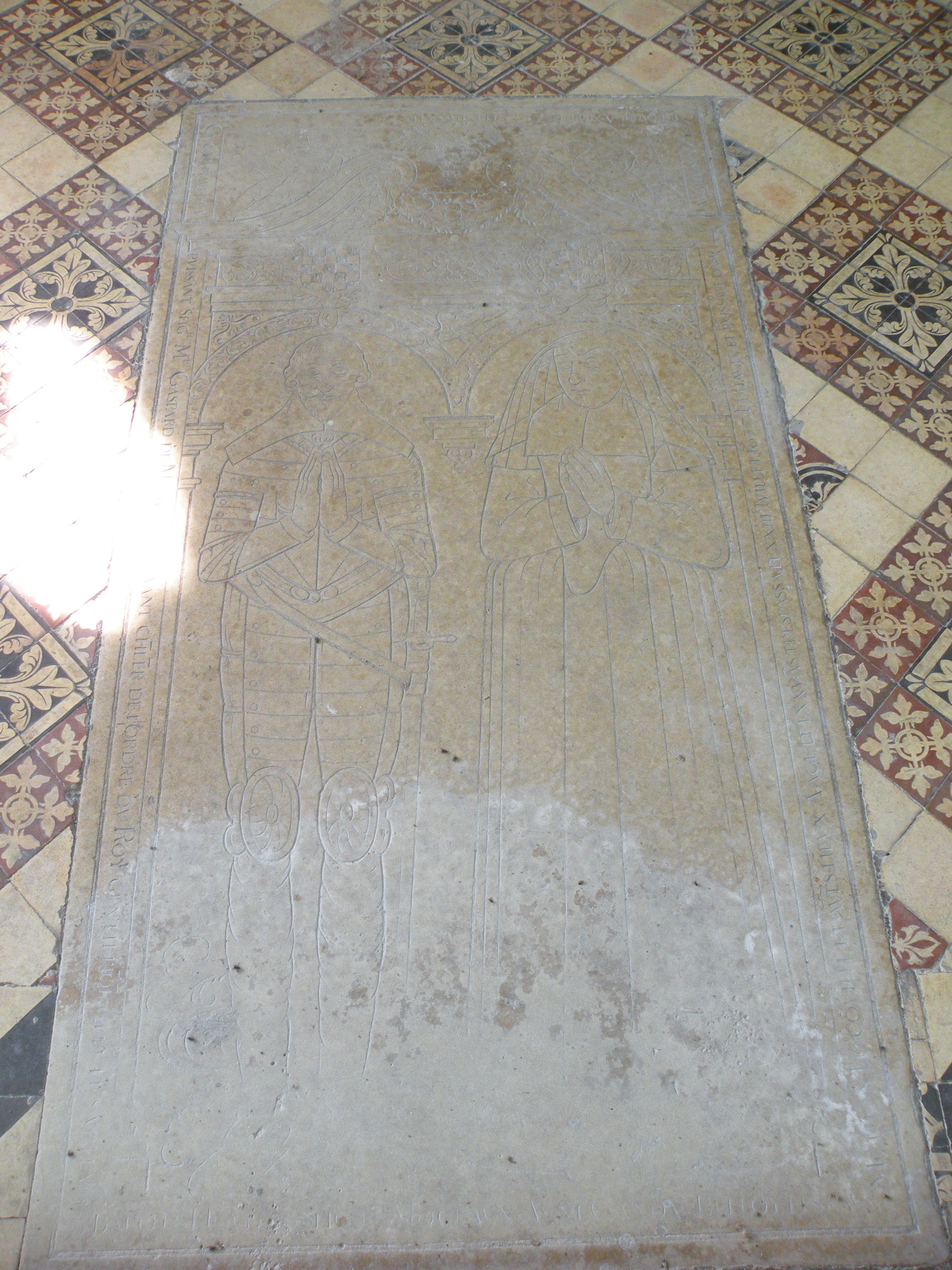
Dalle funéraire de Gaspard de Monceaux et sa femme.
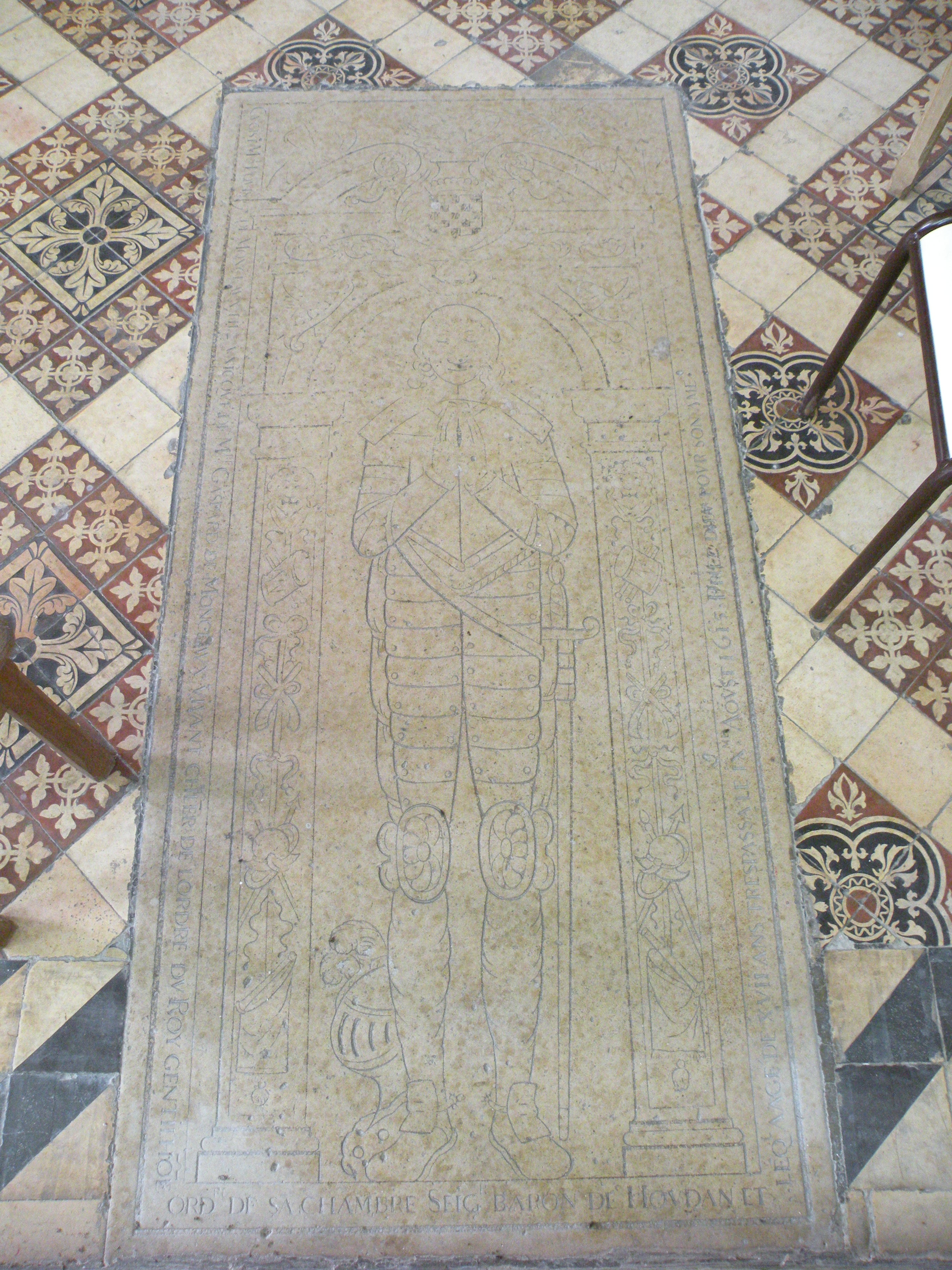
Dalle funéraire de Louis de Monceaux.